# Histoire coloniale de l'Amérique du Nord
L’histoire coloniale de l'Amérique du Nord commence peu après la découverte du Nouveau Monde par les Européens (Christophe Colomb en 1492). L’actuel territoire américain devient rapidement un enjeu international : les grandes puissances coloniales occidentales se lancent dans l’exploration et la conquête du Nouveau Monde puis bâtissent de vastes empires coloniaux qui finissent le plus souvent par être absorbés militairement et politiquement par d'autres empires ou par devenir indépendants vis-à-vis de leur métropole après plusieurs siècles de domination de celle-ci sur ses colonies. L'exemple le plus célèbre de ce cas est l'indépendance des Treize colonies britanniques qui devinrent les États-Unis. Ceux-ci se lancèrent à leur tour dans la colonisation des territoires de l'Ouest sauvage (conquête de l'Ouest) puis dans une expansion outre-mer (aux dépens notamment de l'Espagne).
La Colonie de Plymouth est historiquement la plus connue ; elle fut la seconde colonie permanente anglaise après Jamestown en Virginie.
L'histoire de la colonisation de l'Amérique par les Européens puis par les Euro-Américains est d'abord décrite dans le cadre de l'interprétation du mythe de la Frontière (mythe associant esprit pionnier et innovation qui est devenu un gimmick incontournable en politique), les Amérindiens étant considérés comme des obstacles à la conquête de l'Ouest euro-américaine. Cette interprétation historique est remise en cause depuis par d'autres courants historiographiques comme les études sur la civilisation américaine qui dénoncent depuis les années 1950 les interprétations mythiques de Frederick Jackson Turner, comme le courant révisionniste à la fin des années 1980 qui valorise le décentrement du regard (New Western History, New Indian History avec notamment l'ethnohistorien Bruce Trigger) ou comme le courant de l’histoire continentale qui reconsidère l’histoire coloniale de l’Amérique du Nord à partir du centre et non plus des côtes littorales.
En tout état de cause, la colonisation de l'Amérique du Nord a plus ou moins profondément marqué, sinon influencé[évasif] l'histoire des temps modernes (voir quelques exemples en conclusion).

## XVIesiècle: exploration et premières tentatives de colonisation

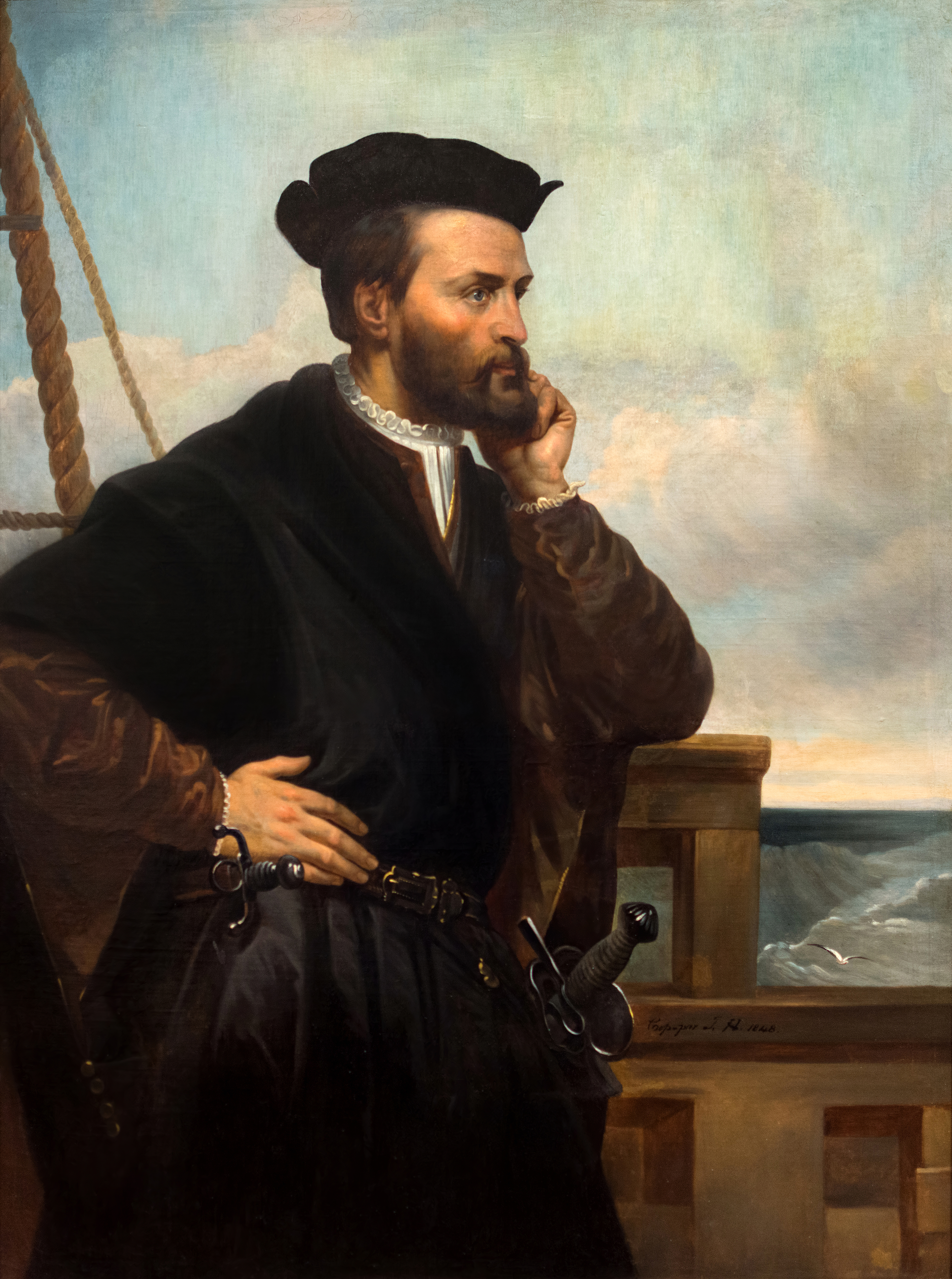
Jacques Cartier en 1534.

Il faut attendre près d’un demi-siècle après la redécouverte du continent par Christophe Colomb pour que les navires européens lancent des expéditions sur les côtes de la Nouvelle-France et de la Nouvelle-Angleterre, et plusieurs dizaines d’années encore avant la fondation de premiers établissements.
La Grande-Bretagne et la France explorent les côtes américaines entre 1520 et 1607, mais ne parviennent pas à s'y implanter malgré des tentatives entre 1560 et 1590. Dès 1497, l’explorateur vénitien Giovanni Caboto (John Cabot) est envoyé en mission par le roi Henri VII. Celui-ci longe les côtes canadiennes actuelles du Labrador, de Terre-Neuve et de la Nouvelle-Écosse. Cependant, il n’est pas unanimement reconnu par les historiens qu’il aurait débarqué sur le site actuel de Bonavista sur l’île de Terre-Neuve.

### Mode opératoire

#### Mexique
Au stade précoce de la conquête du continent, l'importance du mode opératoire est confirmée par la décision de Cortés qui, pour faire tomber l'empire aztèque et pour « s'enfoncer dans l'intérieur du pays, […] prit par précaution la mesure radicale d'échouer ses navires » et, en juillet 1519, « fait saborder les navires pour couper court à toute envie de fuite à ses hommes. Il quitte la zone côtière. Pour explorer les terres, et se diriger, lentement mais sûrement vers la capitale et son Empereur Moctezuma ».
Parvenu au centre du continent, lors du siège décisif de Tenochtitlán se sont affrontés pendant 75 jours les guerriers du Conquistador avec « deux navires du gouverneur de la Jamaïque Garay » et, montée « pièce par pièce une flottille de treize bateaux qu'il disposa sur le lac de Texcoco qui entourait la ville. » Après ce combat « mixte » (aqueduc et « flottille de canots aztèques » ayant été détruits), Cortés put entreprendre la reconstruction de la ville complètement en ruines et la colonisation - terrestre - proprement dite.

#### Amérique du Nord

##### Mode d'abord maritime et fluvial

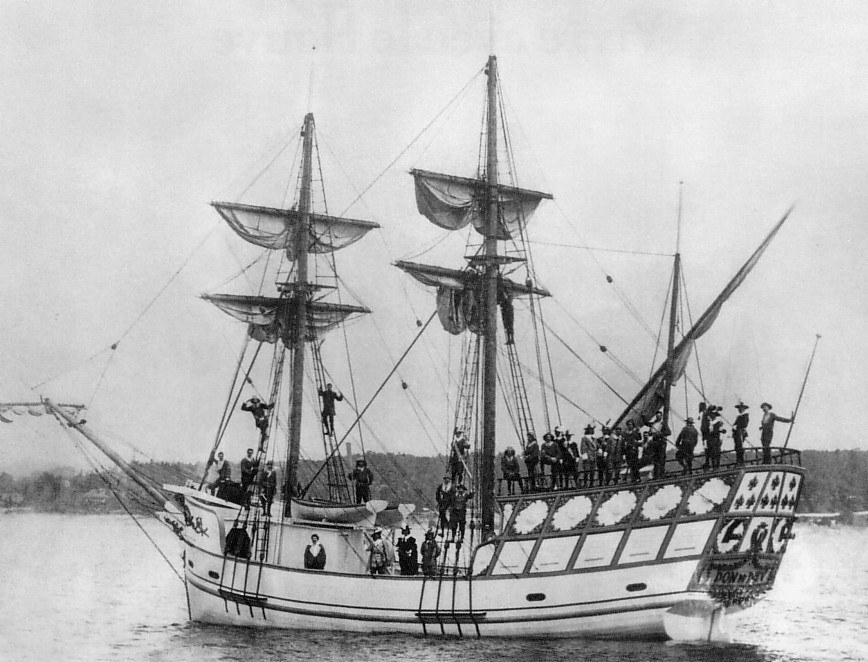
Réplique du Don de Dieu, navire utilisé par Samuel de Champlain pour explorer la rivière Saguenay (1908).

Comme les découvertes elles-mêmes (notamment celles de Jacques Cartier), les expéditions sont d'abord essentiellement maritimes. Pour celles de Champlain, par exemple, l'anthropologue américain David Hackett Fisher décrit abondamment les vaisseaux et consacre même un appendice portant expressément ce titre. Cartes à l'appui, il retrace également les nombreux voyages qu'il a entrepris à partir du Saint-Laurent : Acadie, Saguenay, Rivière des Iroquois, des Outaouais, Norembègue…
Ces « navires étaient des produits de la révolution qui s'était opérée dans la technologie maritime au début de l'ère moderne ». Ils étaient bien plus rapides « que les moyens de transport terrestre, qui avaient connu peu d'amélioration depuis les Romains ».
À côté des vaisseaux transatlantiques de fort et de moyen tonnage minutieusement détaillés, les simples barques et les pataches, expressément « conçues pour l'exploration, la découverte, la reconnaissance », étaient transportées à bord lors des traversées pour procéder aux explorations fluviales ou quand les rapides, les hauts-fonds ou la simple prudence devant la méconnaissance des lieux l'imposait.
Dès 1603, à Tadoussac, véritable « carrefour du Canada » à l'époque, Champlain fit « armer l'une des barques de douze à quinze tonneaux qui se trouvaient à bord de la Bonne Renommée » pour explorer le fjord Saguenay. L'année suivante, il « explora la côte du Maine à bord d'une patache […] un vaisseau à quille courte, avec un tirant d'eau de près de deux mètres et une capacité de 17 ou 18 tonneaux […] pour 10 et 13 mètres » de long et « un barrot d'un peu plus de deux mètres ». À noter : le premier type n'était pas ponté et ne convenait qu'aux eaux abritées alors que le second permettait la navigation hauturière.
Pour la colonisation elle-même, en Nouvelle-France, par exemple, « durant plus d'un siècle, le fleuve a constitué le seul moyen de communication et a constitué l'artère vitale » du pays : « sur le front des défrichés [le fleuve] avec ses affluents […] constitue[nt] les routes naturelles, les chemins qui marchent ». Cette disposition, sinon contrainte a pour conséquence que « les « habitants » […] exploitent les pêcheries » et, notamment, dans le bas du fleuve Saint-Laurent, les marsouins. Les premiers défricheurs sont donc des agriculteurs-pêcheurs.
Rapidement, grâce à la collaboration des populations autochtones, ce sont leurs canots, adaptés pour les besoins d'exploration, puis de commercialisation, qui ont pris le relais de la portion fluviale. S'est ainsi développée en Amérique du Nord — et probablement ailleurs dans le monde, et notamment en Asie où existaient des flottilles bien adaptées… — une navigation mixte qui, ultérieurement, allait se développer en maritimo-fluvial à l'ère de la vapeur et tout récemment.
Toutes ces découvertes et explorations transatlantiques s'effectuant sous rigoureux et exclusif privilège du pavillon royal, la « mixité » s'est également imposée dans les statuts des différentes flottes qui se croisaient : les premières aux souverains et à leurs associés dûment désignés par privilège; les flottilles locales sous des régimes variées selon les couronnes.

##### Chemin de fer et chariot bâché
Le jalon de la fin de la colonisation se situe entre les premiers chemins de fer transcontinentaux en 1869 aux États-Unis et le chariot bâché du XIXe siècle.
La désignation de ce dernier mode de transport confirme la prévalence du vocabulaire maritime même dans le domaine terrestre : « également connu sous le nom de « schooner des Prairies » pour sa ressemblance aux voiles d'une goélette pour la mer ».
Quant aux chemins de fer, Wolfgang Schivelbusch montre dans son Histoire des voyages en chemin de fer que, en Amérique du Nord, la conception des voitures de passagers est d'abord largement tributaire de l'aménagement des embarcations qu'il fallait concurrencer à l'intérieur du continent.

## Données historiques

### Nouvelle-France
Après ces premiers voyages de Du Gua de Monts et de Champlain, les Français s'occupent à mettre en place la Nouvelle-France qui correspondait à presque la moitié du continent et était composée de quatre colonies : l'Acadie, le Canada, Terre-Neuve, et la Louisiane. La Nouvelle-France disparaît officiellement en 1763, lorsqu'elle est absorbée par les Britanniques et les Espagnols en vertu du traité de Paris qui met fin à la guerre de Sept Ans.

#### Les premières entreprises coloniales françaises (XVIIesiècle)
Les Français s’établissent à Tadoussac en 1599. En 1604, le huguenot Pierre Du Gua de Monts, sous Henri IV, est nommé lieutenant général du roi pour le Nouveau Monde, débarque à la frontière entre les futurs Maine et le Nouveau-Brunswick le 26 juin 1604. Il détient d’Henri IV le monopole sur la traite des fourrures. Les archéologues ont identifié le lieu : il s’agit de l'îlot Sainte-Croix, dans la baie de Fundy, aux États-Unis. Ils ont retrouvé les squelettes des premiers occupants français. À partir de 1605, Du Gua et Samuel de Champlain explorent la côte sud jusqu’au cap Cod. Côté britannique, en 1609, Henry Hudson remonte le fleuve auquel il donne son nom.

#### Canada

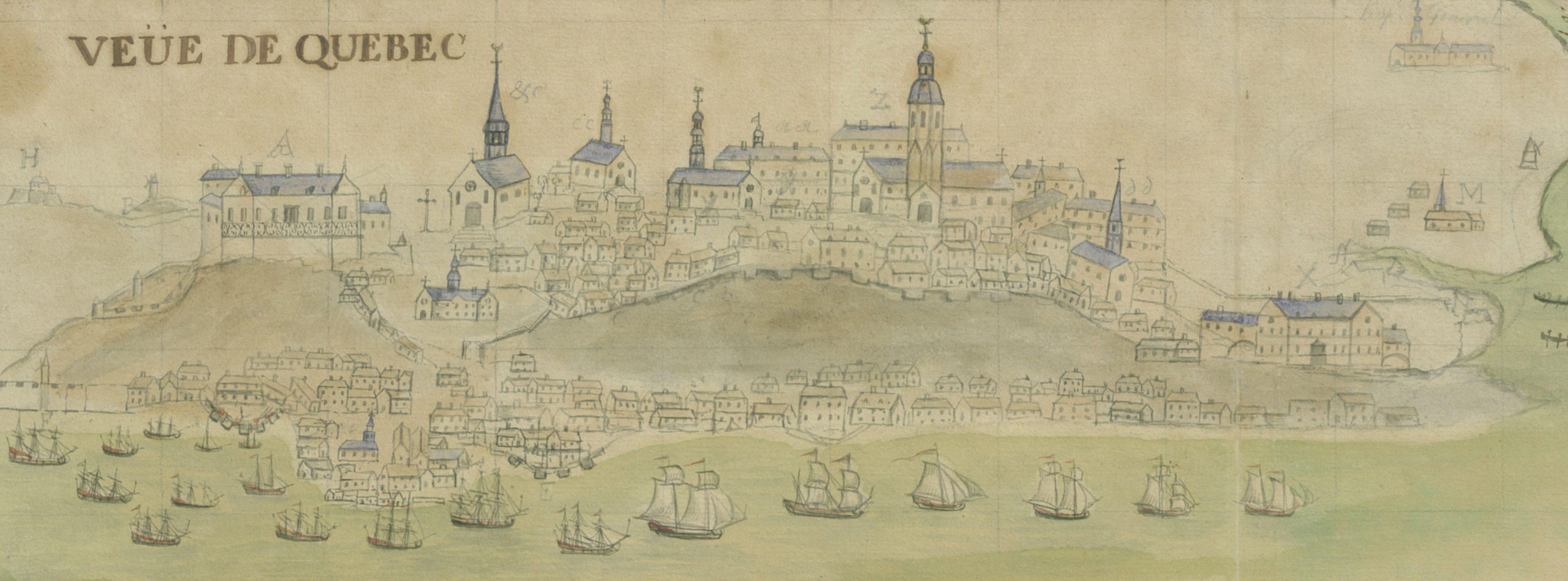
Vue de la ville de Québec en 1729.

Samuel de Champlain arrive sur les territoires de l'actuel Canada en 1603 et entreprend l'exploration de la vallée du Saint-Laurent. Il fonde Québec en 1608 puis conclut une alliance avec les Hurons contre les Iroquois, ce qui entraîne dès lors un état de guerre permanent entre colons français et Iroquois jusque dans les années 1630. En 1609, une première bataille oppose un parti de guerriers iroquois à plusieurs guerriers hurons aidés par deux Français et Champlain qui doit tuer un chef iroquois avec une arquebuse. D'autres combats impliquant Français et Iroquois se déroulent après 1615. Cependant, à la fin des années 1620, une brève et fragile trêve est conclue entre Français et Iroquois. La population canadienne reste toutefois relativement peu nombreuse et mal approvisionnée par la métropole. Richelieu fonde la Compagnie des Cent-Associés pour aider au développement de la colonie, ce qui n'empêche pas Québec de tomber aux mains des frères Kirke en 1629, dans le cadre de la troisième rébellion huguenote de 1627-1629. Mais la prise de Québec s'est effectuée après la trêve franco-anglaise qui met fin à cette rébellion huguenote, donc en temps de paix théorique entre la France et l'Angleterre. Ainsi, les frères Kirke ont accompli un acte illégal en s'emparant de la colonie française en temps de paix, et par le traité de Saint-Germain-en-Laye, Québec est rendue par l'Angleterre à la France en 1632.
À partir de cette date, la colonisation française reprend avec un peu plus de vigueur, mais la population canadienne reste toujours aussi faible durant les années 1640 et 1650. La Compagnie des Cent-Associés a été ruinée par la capture de la colonie en 1629 et les attaques menées par les frères Kirke contre ses navires. Elle subsiste cependant jusqu'en 1663 et essaie avec grand peine de s'occuper de la Nouvelle-France, n'arrivant pas à développer démographiquement la colonie. La ville de Trois-Rivières est établie en 1634, puis Ville-Marie, l'ancienne ville de Montréal, est fondée en 1642. Dans les années 1640, l'action missionnaire française se développe. Les jésuites, en se rendant dans des tribus amérindiennes des Grands Lacs afin de les évangéliser, contribuent à l'expansion de la colonie vers l'ouest, en même temps que les coureurs de bois qui vont chercher les fourrures de castors. Les jésuites installés chez les Indiens aux marges de la Nouvelle-France sont aussi la cible des Iroquois. Ceux-ci reprennent en effet la guerre contre les Français au début des années 1640. Fournis en armement par les Hollandais établis à l'est en Nouvelle-Néerlande, les Iroquois organisent à partir de 1646 une série d'attaques destructrices contre la Huronie afin de s'attribuer le contrôle exclusif du commerce des fourrures. En 1648, les Hurons se sont effondrés démographiquement face aux Iroquois, et ceux-ci se mettent à lancer des raids contre les implantations françaises. À partir de 1664, ils sont financés et encouragés par les Anglais dans leurs offensives contre la Nouvelle-France.
Celle-ci devient colonie royale en 1663 et est baptisée « Nouvelle-France ». Le roi de France Louis XIV y envoie le régiment de Carignan-Salière en 1665 pour rétablir la paix entre Français et Iroquois, ce qui aboutit en 1666. En outre, la colonie connaît un accroissement de sa population dans les années 1670, lorsque des filles du roi y sont envoyées afin d'épouser les colons franco-canadiens, la population du Canada étant essentiellement masculine. Les guerres franco-iroquoises reprennent cependant en 1685. Les Iroquois, toujours motivés par les profits de la traite des fourrures dont ils veulent posséder le monopole, sont de plus influencés par les colons anglais de la côte atlantique qui les poussent à attaquer la Nouvelle-France. Les rivalités franco-anglaises en Amérique du Nord pour le contrôle de certains territoires et pour le commerce des fourrures entraînent en effet des guerres par procuration qui, elles-mêmes, se muent en véritables guerres ouvertes. En 1689, après le massacre de Lachine et à la faveur de la guerre de la Ligue d'Augsbourg, éclate la première guerre intercoloniale qui oppose jusqu'en 1697 colonies françaises et anglaises. Après trois autres guerres coloniales contre l'Angleterre et ses Treize colonies, le Canada est cédé à la Grande-Bretagne en 1763, après la chute de Québec en 1759.

#### Acadie

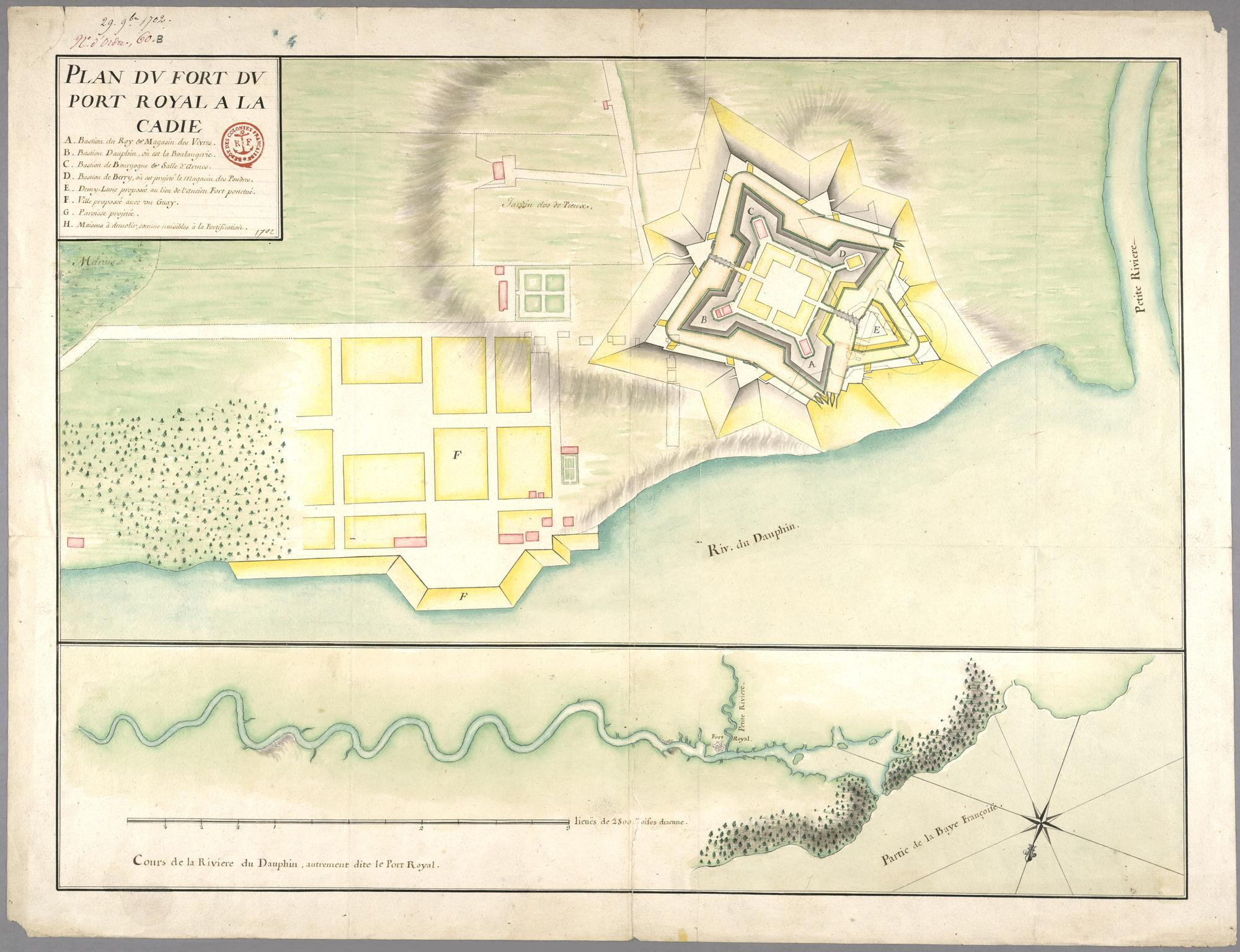
Plan de Port-Royal en Acadie et de son fort en 1702.

Après les voyages de Champlain et de Du Gua de Monts sur les côtes acadiennes en 1603-1605, Jean de Poutrincourt fonde Port-Royal en 1605. Une petite colonie française se développe en Acadie, où est donnée en 1606 la première représentation théâtrale d'Amérique du Nord. Parallèlement est mis en place l'Ordre du Bon-Temps. Les contacts avec les Amérindiens locaux, les Micmacs, deviennent très vite amicaux, les Micmacs acceptant de fournir des provisions alimentaires à la colonie. Le monopole commercial de De Monts est cependant révoqué plus tôt que prévu, et les colons de Port-Royal doivent revenir en France en 1607.
Poutrincourt obtient toutefois une nouvelle concession en Acadie en 1610 et, revenu dans son ancienne colonie, rebâtit Port-Royal. Les Jésuites, qui lui sont hostiles, complotent alors contre lui et établissent une colonie rivale sur l'île des Monts Déserts en 1613. Le corsaire anglais Samuel Argall, venu de Virginie, détruit peu après cette colonie avant de s'en prendre à son tour à Port-Royal qu'il ravage et pille en 1615. Le fils de Poutrincourt, Charles de Biencourt, reste sur place avec quelques autres colons qui s'adonnent à un commerce des fourrures avec les Micmacs et les Abénaquis. À partir de 1629, le gouvernement anglais, s'intéressant à l'Acadie, y fait installer par le biais de William Alexander une colonie écossaise (Nouvelle-Écosse). La France se réintéresse elle aussi à l'Acadie à cette époque. Après la destruction de la colonie de William Alexander, Charles de Saint-Étienne de la Tour est nommé lieutenant général de l'Acadie. Isaac de Razilly est fait gouverneur de la colonie et repeuple celle-ci entre 1633 et 1635.
À sa mort en 1635 éclate la guerre civile acadienne qui constitue un véritable conflit de succession. Charles de la Tour et Charles de Menou d'Aulnay n'arrivent pas à s'entendre à propos de la direction de la colonie et se combattent militairement à partir de 1640. En 1645, La Tour est obligé de se réfugier au Canada, mais revient en Acadie en 1650 à la mort accidentelle d'Aulnay.
En 1654, la colonie est capturée par une flotte anglaise menée par Robert Sedgwick. Elle est toutefois rendue à la France en 1667 par le traité de Breda. Les Français n'en reprennent cependant le contrôle effectif qu'en 1670, les Anglais ne désirant pas quitter le territoire. À l'issue de la deuxième guerre intercoloniale, la France perd définitivement la péninsule acadienne en 1713 au profit de l'Angleterre, mais conserve néanmoins quelques îles, telle l'île du Cap-Breton.

#### Terre-Neuve
En 1658, à la faveur de l'état de guerre qui existait alors entre la France et l'Angleterre, Louis XIV octroie à Nicolas Gargot de La Rochette, capitaine au long cours, le port de Plaisance, à titre de fief héréditaire, ainsi qu'une vaste concession s'étendant sur vingt-six lieues de profondeur dans la région du sud de Terre-Neuve. Cette concession s'étend durant les années suivantes au détriment des possessions anglaises situées au nord de l'île. Lors de la première guerre intercoloniale, plusieurs combats opposent Français et Anglais pour le contrôle de Terre-Neuve. Mais à la suite d'une campagne militaire organisée contre les centres de pêche anglais en 1696, Pierre Le Moyne d'Iberville et son armée parviennent à conquérir et à occuper la majorité de la partie anglaise de l'île. Cependant, ces nouvelles conquêtes sont rendues par la France à l'Angleterre en vertu du traité de Ryswick en 1697. Seize ans plus tard, les Français doivent céder leurs possessions de Terre-Neuve en même temps que l'Acadie, avec le traité d'Utrecht qui met fin à la deuxième guerre intercoloniale en 1713.

#### Pays d'en Haut
À partir de 1660, la Nouvelle-France poussait ses limites territoriales vers l'intérieur du continent avec la fondation de La Baye, Saint-Ignace, Sault-Sainte-Marie, Vincennes, et Détroit en 1701. À partir de 1773, la population de Détroit était de 1 400 colons. Cette même ville a fait partie de la province de Québec avec l'Acte de Quebec en 1774. En 1778, sa population était désormais de 2 144 habitants. Après la guerre d'indépendance américaine, la partie sud des Grands Lacs est devenue la propriété des États-Unis en 1783.

#### Pays des Illinois
Le Pays des Illinois en 1752 avait une population de 2 573 habitants.
La majorité de la population était concentrée aux alentours de Kaskaskia, Cahokia, et Sainte Geneviève. Le Pays des Illinois fut pendant la période coloniale française (et même bien après), le grenier à blé de la Louisiane. En effet, le commerce se développa entre celle-ci et le Pays des Illinois, le blé étant importé à La Nouvelle-Orléans depuis Kaskaskia ou Kahokia, importations qui arrivaient par voie fluviale sur le Mississippi. Le Pays des Illinois connut une petite prospérité grâce à ce commerce intercolonial, et certains villages s'agrandirent ou se créèrent. Bien que ce ne fût jamais une colonie esclavagiste, le Pays des Illinois comptait quelques esclaves noirs achetés le plus souvent à La Nouvelle-Orléans et travaillant à des taches agricoles.

#### Louisiane
La Louisiane fut fondée en 1699 par Pierre Le Moyne d'Iberville qui érigea le fort Maurepas puis Mobile à la suite d'une expédition maritime. L'un des buts principaux de cette nouvelle colonie était d'encercler les colonies britanniques situées sur le littoral est-américain et déjà bloquées au nord par le Canada. Ce but militaire et politique devint rapidement la motivation première de la décision royale de garder la Louisiane lorsqu'il devint clair aux yeux de Louis XIV puis de Louis XV que cette province coûteuse ne rapportait guère au Royaume.
La population de colons resta longtemps très marginale en Louisiane. De plus, alors que la France était plus occupée par la guerre de succession d'Espagne que par sa nouvelle conquête, celle-ci subit un manque flagrant et cruel de vivres et de provisions en provenance de la métropole, ce qui eut pour effet de pousser la plupart des militaires et des colons sous-alimentés à aller vivre dans les tribus indiennes des environs. Entre 1702 et 1712, la menace d'une invasion anglaise fut aussi très présente dans la colonie, tandis qu'une guerre par procuration par l'intermédiaire d'alliés indiens, était menée contre les implantations des colonies britanniques de l'est, dans le cadre de la deuxième guerre intercoloniale.
À partir de 1712, la Louisiane fut cédée par le roi à Antoine Crozat, donc à titre privé, avant que ce dernier, voyant que sa colonie lui coûtait plus qu'elle ne lui rapportait, ne la recède en 1717 à la compagnie privée de John Law, la compagnie du Mississippi. C'est sous la direction de celle-ci que la Louisiane commença à se repeupler avec l’arrivée à La Nouvelle-Orléans fondée en 1718 de 7 000 immigrants français entre 1718 et 1720. La Compagnie française des Indes occidentales fut enfin la dernière acquéreuse privée de cette coûteuse colonie et put y importer des esclaves noirs d'Afrique. Le roi reprit définitivement la direction de la Louisiane en 1734.
Après différentes guerres menées contre l'Angleterre et certaines tribus amérindiennes (comme la révolte des Natchez en 1729-1731), les territoires alentour de La Nouvelle-Orléans et à l'ouest du Mississippi furent cédés à l'Espagne par le traité de Fontainebleau à l'issue de la guerre de Sept Ans afin d'éviter qu'ils ne tombent aux mains des Britanniques. Ceux-ci purent acquérir en 1763, au traité de Paris les territoires situés à l'est du Mississippi. La Louisiane redevint possession française par le traité de San Ildefonso, puis finalement vendue en totalité aux États-Unis en 1803.
Pour la France, Jacques Cartier débarque sur la côte est et la baptise « Nouvelle-France » pour François Ier en 1534. En 1541, Charlesbourg-Royal est le premier établissement européen en Amérique du Nord. Cependant, il sera abandonné l’année suivante. L’Italien Giovanni da Verrazzano aborde les côtes de Caroline et de Floride en 1524. Remontant ensuite jusqu'à l'embouchure du fleuve Hudson, il débarque sur le site de l'actuelle ville de New York, y rencontre des Amérindiens et nomme le lieu La Nouvelle-Angoulême en l'honneur de François Ier.
Deux tentatives de colonisation française conduites par des membres de la religion réformée échouent face aux Espagnols catholiques. En 1562, à l’instigation de l’amiral de Coligny, le roi Charles IX autorise à équiper des navires qui, sous la conduite de Jean Ribault, abordent à l'embouchure de la rivière appelée encore aujourd’hui Port-Royal. Ils construisent un fort, le fort Charles, nommé en l'honneur du roi, Charles IX (carolus) qui laisse son nom à la contrée, la Caroline. Une seconde tentative est dirigée par René de Laudonnière. Ces implantations échouent à cause de l’isolement, de la misère, du fanatisme des Espagnols et de l'hostilité des Amérindiens. En 1564, en Floride, la colonie française de Fort Caroline est défaite par la colonie espagnole de Saint Augustine. Plus tard, les troupes de Pedro Menéndez attaquent la colonie protestante de l’embouchure du fleuve Saint-Jean et en massacrent tous les habitants. Une sanglante expédition de représailles organisée à ses frais par un gentilhomme de Mont-de-Marsan indigné, Dominique de Gourgues, avec trois navires en 1567 et deux cents hommes, contre les soldats de Menéndez, ne permet pas aux Français de se réimplanter.

### Fondations espagnoles au sud

#### En Floride
Dans la première moitié du XVIe siècle, les Espagnols pénètrent depuis le Mexique dans le territoire actuel des États-Unis, sans s’y implanter de façon durable. Vers l'est, la Floride est aperçue par le navigateur Juan Ponce de León en 1513 puis, après le séjour de plusieurs années de Álvar Núñez Cabeza de Vaca, elle est explorée par Hernando de Soto qui poursuit vers les Appalaches et la région du Mississippi. À l'ouest, le mythe de l’Eldorado attire les aventuriers comme Francisco Vásquez de Coronado au sud-ouest des États-Unis actuels. C’est ainsi qu’est découvert le Grand Canyon vers 1540 et Cabrillo croise au large de la future Los Angeles.
En 1526, l’Espagnol Lucas Vallez de Ayllon fonde un établissement en Caroline du Sud, qui est abandonné quelques mois plus tard.
Le second établissement européen permanent sur le sol des États-Unis est la colonie de St. Augustine, en Floride, fondée par les Espagnols en 1565 après avoir rasé une implantation de huguenots français ayant tenté de s'installer en Floride. Dès 1580, le roi crée la Floride occidentale (Alabama actuel) et orientale (Floride actuelle).
Au XVIIIe siècle, les rivalités hispano-françaises d'une part et hispano-britanniques de l'autre pour le contrôle de la Floride rythment l'histoire de celle-ci. Les Britanniques installés en Caroline puis en Géorgie entretiennent plusieurs guerres par procuration contre les Espagnols en poussant les tribus indigènes du sud-est américain à harceler les possessions espagnoles. La situation dégénère en guerre ouverte lorsque la guerre de succession d'Espagne (deuxième guerre intercoloniale en Amérique) éclate en 1703. L'Espagne réussit à garder ses possessions en Floride à l'issue de cette guerre mais, dans le cadre du conflit franco-espagnol de 1719, les Français s'emparent de Pensacola la même année. Ils restituent néanmoins la ville aux Espagnols en 1720. Les Britanniques se font de plus en plus menaçants au nord, surtout à partir de 1733, lorsqu'ils fondent la colonie de Géorgie. Lors de la guerre de l'oreille de Jenkins, les Espagnols se servent de la Floride comme base arrière pour envahir la Géorgie et la Caroline du sud. Les Britanniques tentent de s'emparer de Saint Augustine en organisant le siège de la ville en 1740, mais c'est un échec, et les colons de Géorgie doivent s'attendre à une contre-offensive espagnole, qui a lieu en 1742. Les Espagnols sont repoussés à la Bataille de Bloody Marsh, et le reste de la guerre se résume à des coups de force et des escarmouches menés par les deux partis à la frontière de la Floride avec la Géorgie. Ce n'est qu'en 1763, à l'issue de la guerre de Sept Ans, que la Floride passe sous contrôle britannique. Elle est toutefois reconquise par les Espagnols lors de la révolution américaine : menés par Bernardo de Galvez, ils reprennent Sainte Augustine et remportent la Bataille de Pensacola en 1781. L'Espagne garde la Floride jusqu'en 1819, année où elle la vend aux États-Unis qui y avaient des prétentions.

#### Au Nouveau-Mexique
Santa Fe est fondée au début du XVIIe siècle (1610) dans l’actuel État du Nouveau-Mexique par Juan de Onate qui massacra plus de cinq cents Amérindiens locaux pour établir la colonie du Nouveau-Mexique. Après avoir pacifié violemment les autochtones (principalement les Pueblos et les Navajos), les Espagnols s'emploient à mettre en place une importante voie commerciale entre Santa Fe et Mexico. Cependant, la colonie du Nouveau-Mexique reste, dans l'ensemble, peu peuplée au XVIIe siècle et assez marginale, dépendant surtout du Mexique. Elle doit même être abandonnée par les colons lorsque les Indiens Pueblos se soulèvent contre l'occupant espagnol en 1680. Les Espagnols réussissent finalement à rétablir la situation et à regagner la province face aux Pueblos qui sont défaits une dizaine d'années plus tard, en 1696. Au XVIIIe siècle, l'immigration reste toujours aussi faible au Nouveau-Mexique, dont l'économie repose surtout sur l'élevage pratiqué dans des ranchs. Le commerce avec les tribus amérindiennes des environs (notamment les Comanches) se développe également dans certains villages frontaliers, tels que Taos.
L'arrivée des Comanches au Nouveau-Mexique au début du XVIIIe siècle et la fondation de la Louisiane par les Français en 1699 fragilisent encore plus la colonie. Alors que les Comanches tissent rapidement des liens commerciaux avec les commerçants français, ceux-ci profitent de leurs alliances avec les Indiens de la région pour infiltrer le Nouveau-Mexique, provoquant de fait l'inquiétude des Espagnols qui pensent que les Français ont des vues sur les mines d'argent de la Nouvelle-Espagne. Lors de la guerre franco-espagnole de 1719, le cuisant échec espagnol de l'expédition Villasur ne fait que plonger encore plus les administrateurs espagnols dans l'inquiétude d'une prochaine invasion française massive. Celle-ci n'aura pas lieu, mais les Comanches, influencés par les Français, dévastent plusieurs fois la colonie espagnole entre 1746 et 1752, puis entre 1758 et 1762. Après une petite période de répit entre 1762 et 1766, les Comanches s'attaquent à nouveau à la colonie, cette fois-ci plus violemment que jamais, dépeuplant et appauvrissant considérablement le Nouveau-Mexique dans les années 1770. Il faut attendre 1786 pour que la paix revienne, conférant une situation de tranquillité à toute la région jusqu'à la fin de la période coloniale espagnole en 1896

#### Au Texas
Bien que les Espagnols aient eu des vues sur le Texas dès le milieu du XVIIe siècle, ils ne commencent à s'installer définitivement dans la région qu'à la fin du XVIIe siècle. Plusieurs avant-postes et missions sont fondés dans les années 1680. Lorsque les Français, guidés par Robert Cavelier de la Salle, fondent une petite colonie sur l'actuel territoire du Texas (Fort Saint-Louis) en 1684, les Espagnols réagissent rapidement et montent une expédition militaire pour détruire l'établissement français. Le fort Saint-Louis est trouvé et réduit en cendres par les Espagnols à la fin des années 1680.
L'occupation française de la Louisiane à partir de 1699 provoque le mécontentement et l'inquiétude des Espagnols qui ont eux aussi des vues dans la région et qui craignent que la France ne veuille s'approprier de leurs mines d'argent en Nouvelle-Espagne. L'Espagne renforce donc sa présence au Texas et a pour projet de faire de celui-ci un territoire tampon, destiné à protéger le Mexique des Français. De nouveaux presidios sont établis, tandis que quelques villages de colons se forment. La population du Texas reste cependant très faible tout au long du XVIIIe siècle (seulement 500 tejanos en 1731). La concurrence entre Espagnols et Français entretient un climat d'insécurité au Texas, les Espagnols redoutant une invasion française massive. Celle-ci n'aura pas lieu, mais les commerçants français venus de Louisiane infiltrent tout de même le sud-ouest espagnol, tissant des liens commerciaux avec de nombreuses nations amérindiennes hostiles aux Espagnols. C'est le cas notamment des Pawnees et des Comanches. Ceux-ci, attirés par les marchés à bestiaux de Louisiane, organisent de fréquents raids visant le Nouveau-Mexique et le Texas afin de voler aux Espagnols des mules, des chevaux et du bétail qu'ils revendent aux Français contre des armes et autres marchandises. Ces pillages comanches alimentés par ce fructueux commerce avec les Louisianais provoquent la colère des administrateurs espagnols du Texas, mais continuent de manière encore plus violente à la fin des années 1750. Dans les années 1760 et 1770, le Texas, comme le Nouveau-Mexique, subit une série d'attaques comanches intenses qui ravagent la colonie. La paix de 1786, conclue entre le Nouveau-Mexique et les Comanches, est également valable pour le Texas, ce qui n'empêche pas la guerre contre les Comanches de reprendre dans la région en 1811, alimentée cette fois-ci par un important commerce entre Américains et Indiens.
Malgré ces conflits incessants, l'élevage extensif se développe timidement dans la colonie au XVIIIe siècle. Les vaqueros, ancêtres des cow-boys, gardent le bétail et maîtrisent le rodéo, technique utilisée afin de capturer le bétail sauvage. Le système des haciendas et des ranchos est introduit dans la région, tandis que des missions sont fondées dans le but de christianniser les Amérindiens et de les sédentariser. Certains groupes d'Apaches, chassés de leurs territoires par les Comanches, viennent par exemple demander aux Espagnols leur aide, acceptant en contrepartie de s'établir en tant que fermiers autour de certaines missions espagnoles. Un grand nombre d'entre eux s'installent ainsi au milieu du XVIIIe siècle dans la mission de San Saba, qui est détruite par les Comanches en 1758. Pour peupler le Texas, l'Espagne procure aux nouveaux colons des avantages financiers ainsi que le titre des hidalgos. Cependant, ce sont surtout des Anglo-américains qui viennent s'établir au Texas, colonisant principalement les zones côtières. Ces colons américains deviennent si nombreux après 1821, qu'ils dépassent bientôt démographiquement les Hispano-mexicains déjà présents dans la région.

#### En Californie
À partir de 1765, les Espagnols entreprennent la colonisation de la Californie pour faire face aux tentatives d'implantations russes en Alaska. La toponymie actuelle du sud-ouest des États-Unis est héritière de cette colonisation espagnole : Sierra Nevada, Los Angeles fondée en 1781, San Francisco…
L’activité missionnaire commence au XVIe siècle et se heurte à la résistance des Amérindiens. À la fin du XVIIIe siècle, une mission est fondée à San Francisco et la chapelle existe toujours : à ce moment-là, les insurgés de la côte est proclamaient leur indépendance.

## Les premières colonies britanniques (XVIIesiècle)

### Les colonies anglaises de la côte atlantique

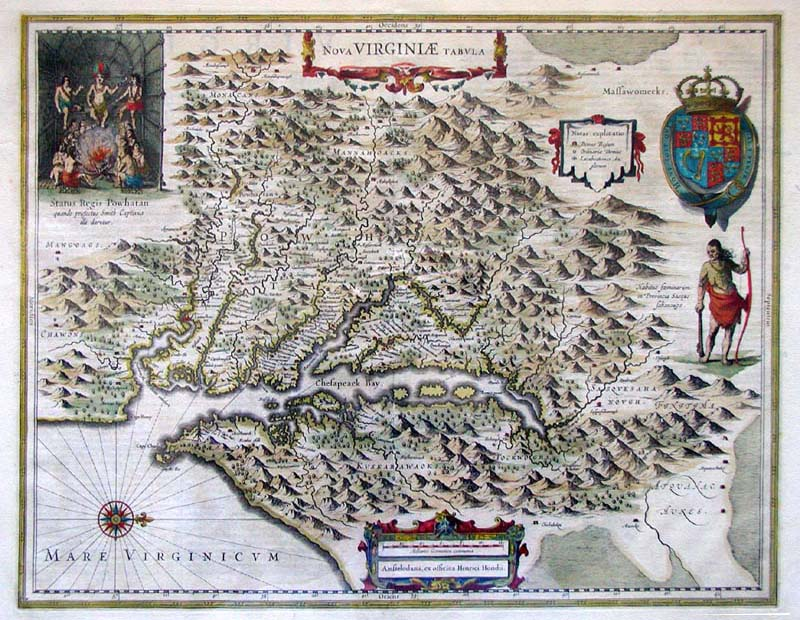
Carte de la Virginie par John Smith.

Vers 1579, lors de son voyage autour du monde, Francis Drake prend théoriquement possession pour l'Angleterre de la région de San Francisco au nom d’Élisabeth Ire . En 1583, Sir Humphrey Gilbert propose d'établir une première colonie aux alentours de la rivière du site légendaire de Norembergue au sud de l'île de Terre-Neuve. Cependant, cette expédition en Amérique du Nord n'aura jamais lieu faute de financement. La colonie de Roanoke (surnommé la « colonie perdue ») est la première tentative réelle de colonisation britannique en Amérique du Nord. La charte de colonisation est octroyée en 1584 par la reine Élisabeth Ire à Sir Walter Raleigh. La même année, ce dernier fait explorer la « terre de Virginie » (en hommage à Élisabeth, « virgin queen ») sur le territoire de l’actuel État de Caroline du Nord, et en prend possession au nom de la couronne d'Angleterre. En 1587, une colonie permanente est fondée sur une île de la côte est (l'île de Roanoke, dans les Outer Banks), mais elle échoue dans des conditions non élucidées. La destinée des colons britanniques est sujette à débat ; la principale hypothèse suggère que les colons ont été assimilés par les populations amérindiennes.
En 1606, le roi Jacques Ier fonde la compagnie de Virginie afin de coloniser les territoires réclamés de la colonie de Virginie, entre le 34e et le 45e degré de latitude nord. Il divise en outre la colonie en octroyant une charte à deux coentreprises de cette compagnie : la compagnie de Plymouth (en) et la compagnie de Londres. Ces dernières auront donc pour mission de coloniser les terres sur le territoire octroyé par leur charte respective : le nord à la compagnie de Plymouth et le sud à la compagnie de Londres. Cependant, toutes deux auront le droit d'établir des colonies dans une zone de chevauchement des deux territoires. Ainsi, la compagnie de Londres se voit donnée par la charte le territoire s'étendant du cap Fear au détroit de Long Island, alors que la compagnie de Plymouth détient les droits sur les terres situées entre la baie de Chesapeake et les environs de la frontière canado-américaine actuelle. Ces compagnies espèrent découvrir là comme au Mexique des mines d'or et d'argent. Leurs rapports avec les indiens sont rapidement tendus. La pêche de la morue au nord et la culture du tabac au sud dédommagent ces premiers colons de leur déception. La fertilité du sol en attire de nouveaux, tandis que les événements politiques en Angleterre favorisent l'émigration vers d'autres points.
Le plus ancien établissement fixe des Anglais ayant perduré jusqu’à nos jours est la ville de Jamestown, en juin 1607, fondée par les envoyés de la compagnie, sur les terres d'un chef Potomac Powathan : elle compte une centaine d’habitants. L’agriculture et les conditions de vie sont mauvaises pour les colons car les terres sont insalubres. Pour ne pas mourir de faim, ils se réfugient dans le village de Potomac Powathan, nouant d'abord des relations avec les Indiens (Histoire des Pocahontas). Au cours de l’été 1608, le conseil de la colonie réclame leur retour, le chef Powathan refuse. Le 30 août 1608, le capitaine John Smith envoie ses troupes « libérer les nôtres, esclaves du sauvage ». Il attaque un village amérindien, tue vingt-trois hommes, et repart avec les réserves et une vingtaine de femmes et d’enfants qui servent d’otages et d’esclaves. Les enfants sont ensuite noyés et les femmes égorgées. Cette colonie développe rapidement la plantation du tabac.

## Statuts des colonies anglaises
Chaque colonie possède un statut propre qui dépend de son histoire mais au-delà des différences institutionnelles on peut distinguer trois catégories.

### Les Colonies à Chartes
Les Colonies à Chartes dont le statut dépend de chartes octroyées par le souverain à des compagnies maritimes privées. La charte définit les règles politiques de la colonie. Dans les années 1770, seules les colonies du Rhode Island et du Connecticut et le Maryland bénéficient de ce statut. Ces deux colonies sont sans doute celles qui jouissent de la plus grande autonomie du fait de l'existence de corps constitués. Le gouverneur et les principaux administrateurs (comme le lieutenant-gouverneur) sont élus par une assemblée coloniale.

### Les Colonies de Propriétaires
Les Colonies de Propriétaires leurs statuts politiques ont été définis lors de la reconnaissance par Londres de la fondation de la colonie. Ils reposent donc sur l'initiative d'un grand personnage, que l'on nomme le « propriétaire » (Lord Proprietor). L'exemple le plus connu est celui de la Pennsylvanie, quand, en 1681, Charles II cède à William Penn, les territoires qui correspondent aux provinces de Pennsylvanie et du Delaware et lui accorde en 1683, une Frame of Government. À l’origine, le fondateur faisait office de gouverneur. Avec le temps, le gouverneur est désigné par les héritiers du fondateur de la colonie et leur choix doit être ratifié par Londres. En 1776, John Penn (1729-1795), petit-fils du propriétaire, exerçait les fonctions de lieutenant-gouverneur de la Pennsylvanie. De même Oglethorpe est un lord propriétaire, mais avec une particularité : il s'agit d'une colonie administrée suivant une charte qui a une durée de vingt et un ans. Il en est cependant le gouverneur dès 1733. Les provinces comprises entre la Nouvelle-Angleterre et le Maryland avaient originellement pour propriétaire le duc d'York, mais deviennent des colonies à charte.

### Les Colonies de la Couronne
Les Colonies de la Couronne: le New Hampshire, le Massachusetts, la province de New York, le New Jersey, la Virginie, et les deux Carolines et la Géorgie en fait. Elles bénéficient d’une « Constitution » rédigée par la couronne. On entend par « constitution », une somme des textes fondateurs, d'instructions successives données aux gouverneurs, modérées par l'expérience et la tradition. Ce sont les Colonies où le contrôle de la métropole est par nature le plus étroit : le gouverneur nomme les administrateurs et dispose d’un droit de veto sur les discussions des assemblées locales. Un droit de veto renforcé par celui du Conseil Privé qui peut rejeter les décisions du gouverneur. Ce dernier peut enfin dissoudre ou ajourner l’Assemblée coloniale.

## L'esclavage en Amérique
Le premier débarquement d'esclaves noirs s'effectuera en 1619 sur le site de Jamestown par des bateaux néerlandais. Quelques mois après la fondation de Jamestown, la compagnie de Plymouth fonde la colonie Popham sur le territoire de la ville actuelle de Phippsburg dans l'État actuel du Maine. Cependant, cette dernière disparaît un an après sa fondation, et la compagnie de Plymouth cesse ses activités en 1609. Ainsi, la zone de chevauchement est accordée à la compagnie de Londres après un remaniement de la charte royale, et le territoire est nommé « Virginie ». La région exclusivement octroyée à la défunte compagnie de Plymouth sera quant à elle connue sous le nom « Nouvelle-Angleterre » à partir de 1620. Les frontières de ces colonies sont étirées en ligne droite à l'aveuglette par la Couronne anglaise, et ce, en clamant la souveraineté britannique sur les terres inconnues et inexplorées par l'Angleterre, notamment celles de la Nouvelle-France et de la Nouvelle-Espagne.

## Nouvelles colonies anglaises

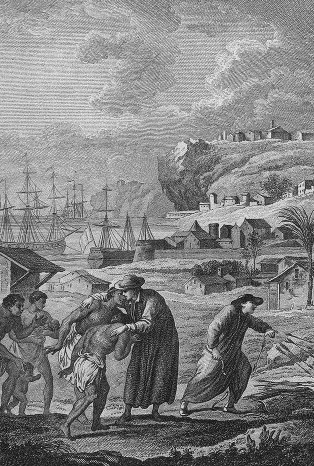
Quakers embrassant des Indiens en Pennsylvanie.

Plus au nord, au-delà de la concession de la compagnie, en 1620, une centaine de puritains débarquent du Mayflower et fondent Plymouth (Massachusetts). Leur mode de gestion de la colonie est discuté à bord du bateau : comme chaque famille possède une part du bateau, c'est un vote qui fonde un système à la fois démocratique, capitaliste et religieux qui fait de ces Pilgrims fathers les symboles de la future Amérique.
En 1620, la compagnie de Plymouth est réorganisée en formant le Conseil de Plymouth (en) afin de coloniser le territoire de la Nouvelle-Angleterre. Ce conseil sera cependant radié en 1635 en tant qu'entité corporative, et la charte sera laissée à la disposition de la Couronne. Le Conseil de Plymouth octroie des lettres patentes à la colonie en 1621 et 1630, mais cette dernière sera administrée indépendamment du conseil sous les dispositions du pacte. Ce texte de loi devient la fondation même de la Constitution des États-Unis, mais non pas la première Constitution. Ce titre revient de droit au Ordres fondamentaux du Connecticut (en) écrits en 1638 pour la colonie du Connecticut fondée en 1636.
Les pèlerins nouent des relations de voisinage distant avec les indigènes, qui leur permettent de survivre, en leur donnant et apprenant a cultiver le maïs (indian corn) et le potiron sans oublier le dindon : en 1621 est célébré le premier Thanksgiving. Les querelles religieuses en Angleterre renforcent l’arrivée de nouveaux puritains dans cette région. Mais il y a aussi de nombreux protestants allemands qui fuient la misère et les persécutions religieuses (on compte ainsi 10 000 Allemands avant l’indépendance). Les puritains de Boston et Providence se lancent dans le commerce triangulaire. Ils achètent des esclaves en Afrique et les revendent en Virginie au Maryland ou sur les marchés antillais. Au milieu du XVIIe siècle, Boston est devenue avec ses 3 000 habitants, le centre de la Nouvelle-Angleterre. Des missionnaires tentent d’évangéliser les Indiens. De nouveaux groupes de protestants arrivent en Nouvelle-Angleterre : anabaptistes et quakers qui sont persécutés au Massachusetts et qui s’établissent dans des colonies voisines.
- En 1624, la colonie de Virginie devient colonie royale. Les Indiens sont réduits en esclavage. Les conditions de travail qui s’ensuivent vont petit à petit décimer les populations indiennes. Les planteurs résoudront ce problème en important des esclaves d’Afrique Noire, plus peuplée. Le nombre de colons britanniques augmente et la prospérité se construit sur la culture du tabac et le commerce triangulaire. Une société complexe se construit, avec de riches planteurs blancs, des blancs dépourvus d’esclaves, des esclaves noirs, des noirs affranchis et des métis Indien, Blanc et Noir.
- En 1632 est fondée la colonie du Maryland sous l’action de Sir George Calvert, connu sous le nom de Lord Baltimore. Elle accueille les catholiques persécutés en Angleterre. Des heurts les opposent par la suite aux protestants qui prennent finalement l’ascendant sur la colonie en 1689. La culture du tabac assure sa fortune et son expansion au cours du XVIIe siècle. Cecilius Calvert, le fils de Sir George Calvert, hérita du Maryland.
- En 1638 est fondée la colonie de Rhode Island par Anne Hutchinson ; elle devient un modèle de tolérance religieuse inscrite dans la charte de la colonie. En 1763 y est construite la première synagogue américaine, à Newport.
- En 1664, les Anglais s’emparent de New York et de sa région, chassant les colons hollandais et suédois qui avaient tenté de s'implanter sur ces côtes.
- En 1682 est créée la Pennsylvanie, les forêts du quaker William Penn. La colonie accueille des sectes allemandes et les baptistes irlandais et gallois. Le climat de tolérance religieuse encourage l’économie. Après la guerre de Trente Ans (1618-1648) dans l’empire germanique, 125 000 luthériens allemands s’installent en Pennsylvanie. Vers 1750, la population de Philadelphie dépasse celle de Boston.
- Les Anglais font venir des esclaves africains pour travailler dans les plantations : ils suivent en cela les politiques des Espagnols et des Portugais en Amérique du Sud. Le nombre d’esclaves noirs augmente surtout au début du XVIIIe siècle.
- À partir de 1686, l’Angleterre change de politique coloniale et supprime les chartes octroyées au colons d’Amérique. La Nouvelle-Angleterre devient dominion de la couronne, sous le nom de dominion de Nouvelle-Angleterre en Amérique, administrée par un gouverneur nommé et révocable par le roi. La glorieuse révolution en Angleterre provoque des soulèvements parmi les colons américains qui ne reconnaissent pas la nouvelle dynastie en Angleterre.

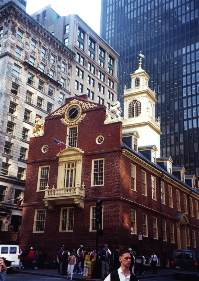
Old State House, Boston, 1713.

- Dans les années 1740, plusieurs prêcheurs puritains encouragent, par leurs sermons, le retour à plus de rigueur. Ces années d’ébullition religieuse mènent à l’essor de l’Église méthodiste américaine qui encourage la colonisation vers l’intérieur du continent (Ohio…). Elle réclame également plus de libertés en matière religieuse et fiscale, préparant la révolution américaine.

Ainsi la colonisation anglaise s’est portée essentiellement sur les côtes (de la Virginie au Nouveau-Brunswick). Il s’agit d’une colonisation importante par le nombre des colons impliqués, et qui répond à une logique commerciale et religieuse : nombreux sont ceux qui partent de l’Angleterre pour établir en Nouvelle-Angleterre, un régime politique plus conforme à leurs vues religieuses (ainsi, la colonie de la Baie du Massachusetts est une colonie puritaine, le Maryland est catholique…). Les colons repoussent les indiens vers l’intérieur des terres et deviennent plus nombreux qu’eux.
Vers 1740 les territoires britanniques d’Amérique du Nord comptent un million d’habitants. Le premier recensement fédéral de 1790 fait état d’une population de quatre millions d’habitants. Outre l'immigration, le taux d'accroissement naturel y est particulièrement élevé. Le taux de natalité varie de 40 à 50 % (Dans l'Europe de la même époque, le taux se situait plus bas, entre 30 et 40 %). Car l'âge des hommes au mariage ne cesse pas de s'abaisser : 27 ans au début XVIIe à 24,6 ans à la fin du XVIIIe siècle. Pour les femmes, il se situe, pour le dernier sondage, à 22,3 ans. L'interprétation est relativement simple. L'âge au mariage varie suivant les ressources disponibles. Or, la terre ne manque pas dans les colonies. II n'est pas nécessaire d'attendre avant de se marier. Ainsi, on a constaté que 15 % seulement des familles de la Nouvelle-Angleterre ont moins de trois enfants.
L'Amérique du Nord a un taux de mortalité plus bas que l'Europe : la barre des 25 % (En Europe, il monte jusqu'à 35 ou 40 %), la Nouvelle-Angleterre faisant mieux que la Virginie. Les historiens, cette fois-ci, éprouvent des difficultés à expliquer cette différence entre les deux rives de l'Atlantique. Une meilleure alimentation en Amérique ? Un chauffage plus régulier, grâce à l'abondance du bois ? L'absence ou la relative innocuité des épidémies, à cause de la dissémination géographique des établissements ?
Ce qui fait vivre les premiers colons c’est le commerce triangulaire et le travail des esclaves dans les plantations du sud ; néanmoins les colonies du nord se tournent de plus en plus vers la manufacture et l’agriculture sans esclaves tandis que le sud maintient fermement l’esclavage. La société du sud est aussi fortement métissée car les blancs n’hésitaient pas avoir des maîtresses noires ou indiennes. Néanmoins elle reste fortement affectée par des idées racistes. Les esclaves sont convertis au christianisme rebaptisés obtiennent le nom de leur maîtres. Afin de déculturer les noirs, les esclaves de la même ethnie étaient séparés.
Échangés en Afrique contre fusil, poudre à canon, habits, alcool… et diminués au terme de « bois d´ébène », les esclaves seront déportés par des négriers britanniques mais aussi français, espagnol, danois ou hollandais.

## D’autres Européens…

### Colonies hollandaises
Les Hollandais établissent un comptoir commercial appelé La Nouvelle-Amsterdam (1624) : il s’agit du site de New York. L'île de Manhattan est achetée aux Indiens Lenapes pour soixante florins de marchandise par les Hollandais de Peter Minuit en 1626. De là, les Néerlandais s'étendent vers l'ouest, suivant le fleuve Hudson, et au sud, vers le Delaware, fournissant en arme les Tribus des Cinq Nations, ou Iroquois, qui mènent une guerre destructrice contre les Hurons et leurs alliés français du Canada. Les Hollandais conduisent certaines guerres violentes contre des tribus indiennes (comme la guerre de Kieft), avant d'envahir et de prendre possession de la Nouvelle-Suède en 1655, colonie suédoise qu'ils considèrent comme faisant partie illégalement de leur territoire. Cependant la Nouvelle-Néerlande s'effondre devant l'invasion de son territoire que conduisent les Anglais du duc d'York. Le 8 septembre 1664, le gouverneur Stuyvesant signe la capitulation de la colonie qui tombe aux mains des Anglais. La Nouvelle-Amsterdam est rebaptisée New York. Les Néerlandais regagnent provisoirement leur colonie en 1673, mais doivent définitivement la céder à l'Angleterre en 1674.

### Nouvelle-Suède
Les Suédois fondent une colonie dans les États actuels du Delaware et de Pennsylvanie sous l'égide de Peter Minuit qui travaillait auparavant pour les Hollandais. La Nouvelle-Suède s'agrandit autour de New Christina, la capitale coloniale, et les colons suédois établissent des traités avec les Amérindiens locaux qu'ils encouragent dans des raids visant la colonie anglaise voisine du Maryland. Mais les Suédois sont rapidement absorbés par les Hollandais qui envahissent leur territoire en 1655. Fort Casimir devient La Nouvelle-Amstel.

### Nouvelle-Courlande
Le Duché de Courlande, le plus petit des états européens colonisateurs, entretient par intermittence au XVIIe siècle une présence sur l’île de Tobago.

### Amérique russe
À partir des années 1740, les Russes se lancent dans l'exploration des cotes de l'Alaska découverte partiellement en 1732 par Ivan Fedorov. Vitus Béring découvre en 1741 les îles Aléoutiennes et le sud de l'Alaska. C'est en 1784 qu'est fondée la première colonie russe en Alaska par Grigori Chelikhov. La Compagnie russe d'Amérique est créée en 1799. Le but est la chasse aux loutres de mer pour leur fourrure. Dans cette optique, une série de postes de traite et de comptoirs est établie le long des côtes nord-ouest de l'Amérique du Nord. Les trappeurs russes chassent les loutres avant de revendre leur fourrure, ce qui leur confère au début de bons profits. Le commerce (notamment d'alcool) se développe avec les Amérindiens locaux, surtout les Tlingits. Ceux-ci, reprochant aux Russes d'empiéter sur leur territoire, se rebellent entre 1799 et 1804 contre eux. Cette guerre russo-tlingit affaiblit considérablement la colonie, mais les Tlingits sont finalement vaincus en 1804 à la bataille de Sitka.
La traite des fourrures effectuée par les Russes a comme conséquence la presque disparition des loutres des eaux de l'Alaska, ce qui entraîne une perte de profits et de rentabilité. Les commerçants et trappeurs russes, recherchant toujours plus les loutres, progressent ainsi vers le sud de l'Alaska, jusqu'au nord de la Californie, où ils établissent le Fort Ross en 1812. Ils entrent de ce fait en concurrence avec les Espagnols puis les Mexicains établis au sud de la Californie. Ils abandonnent finalement le territoire en 1848, avant de vendre l'Alaska aux États-Unis en 1867.

## Expansions de l'Amérique française

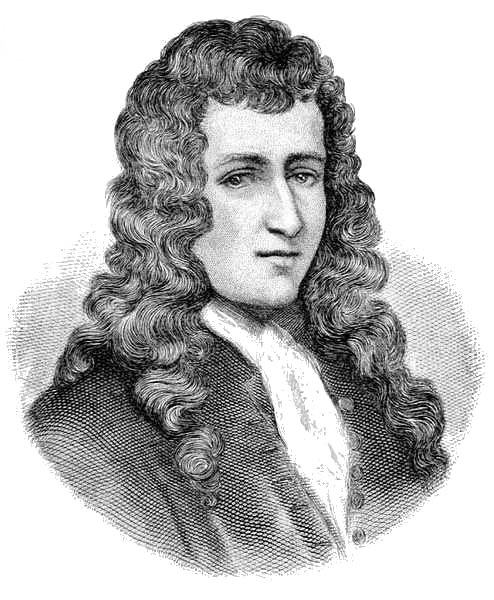
Portrait de René Robert Cavelier de La Salle qui le 9 avril, 1682, prit en possession la Louisiane au nom de Louis XIV

### Au Canada
Les colons français sont moins nombreux que les colons anglais, mais contrôlent bien plus l’arrière-pays, tel que les Pays d'en Haut. Ils s’enfoncent vers le milieu du continent par les rivières et les Grand Lacs. Plusieurs forts sont construits pour protéger la région acquise. Les forts de Miami et Caministigoyan en 1679, Crèvecœur en 1680, Buade en 1681, Sainte-Croix en 1683, Bon Secours, Trempealeau, et Saint-Nicolas en 1685, Saint-Antoine en 1686, Saint-Joseph et Pimiteoui en 1691, La Pointe en 1693, Le Sueur en 1695, L'Huillier en 1700, Pontchartrain en 1701, Michilimakinac en 1715, La Baye en 1717, Ouiatenon en 1717, Michipicoton en 1725, Beauharnois en 1727, Saint-Charles en 1732, Saint-Pierre en 1731, Bourbon en 1741, Sandoské en 1747, de la Presqu'île en 1753, et Massiac en 1757. Dans la Vallée de l'Ohio, les Canadiens avaient pendant longtemps commercé avec les Amérindiens. Cependant, la guerre de 1748 laisse l'Angleterre avec le désir de vengeance. Les Anglais croient que la paix est fructueuse pour la France, mais mauvaise pour l'Angleterre. C'est alors que les colons anglais se mettent à commercer avec les Amérindiens de la région. Cela amène un conflit entre les deux puissances qui débute avec l'affaire Jumonville où George Washington et ses hommes tuent dix Canadiens dans les petites heures du matin par baïonnettes, le 28 mai 1754.

### Dans la région du Mississippi
En 1673, le gouverneur de Nouvelle-France envoie une expédition conduite par Jacques Marquette et Louis Jolliet sur le Mississippi. En 1679, Cavelier de La Salle explore l’actuel Minnesota. C’est ainsi que les Français « encerclent » les possessions britanniques et veulent créer un empire faisant contrepoids à l’empire espagnol. Mais le roi de France engage peu de moyens pour contrôler efficacement ces territoires qu’il revendique plutôt qu’il ne les possède. Des centres de colonisation sont créés dans la région : en 1699, Biloxi (Mississippi actuel) ; en 1702, Mobile (Alabama actuel), et en 1703, Kaskaskia (Illinois actuel). En 1718, Jean-Baptiste Le Moyne, Sieur de Bienville fonde La Nouvelle-Orléans. La Louisiane prend forme lorsque 7 000 émigrants français viennent s'installer en Louisiane au XVIIIe siècle. Mais, c'est cent fois moins que le nombre de colons britanniques sur la côte atlantique. La Louisiane attire beaucoup moins les Français de l'époque que les Antilles.

### En Acadie
En 1713, le roi Louis XIV revendique l'île Royale à la France. Après que ses troupes échouent à établir un port d'hiver au fort Sainte-Anne, le Roi demande l'exploration de l'île Royale pour un port de mer plus favorable. Louisbourg est choisi à cause de sa position militaire stratégique et de son abondance en poisson, mais surtout parce que le port de mer est libre de glace l'hiver.. Le site est choisi au lendemain du traité d'Utrecht pour y établir une grande base navale afin de compenser la perte par la France de Port-Royal (Annapolis). Il est important de noter que la France a cédé l'Acadie et Terre-Neuve à la Grande-Bretagne, et seules l'île Royale et l'île Saint-Jean restent en sa possession dans la région de l'Acadie. Une fois sur l'île Royale, les Français commencent à établir des villages et le port de mer de Louisbourg. Après 1713, la France entreprend de raffermir sa présence dans toute l'Acadie. Outre la construction de Louisbourg, elle est résolue à organiser une colonie sur l'Isle Saint-Jean.

## Les pertes de la France en Amérique
Tout au long de la colonisation européenne de l'Amérique du Nord régne un climat de rivalités entre Français et Anglais qui s'affrontent durant quatre grandes guerres coloniales correspondant chacune à un conflit majeur européen. Les différents traités qui mettent fin à ces guerres ne provoquent pas de changements territoriaux significatifs ou, au contraire, font perdre à la France plusieurs territoires au profit de l'Angleterre, qui annexe d'abord l'Acadie, puis la totalité même de la Nouvelle-France.

### Rivalités franco-britanniques
Les rivalités qui opposent la France et l'Angleterre en Amérique sont avant tout d'ordre politique et commercial. En effet, les guerres qui secouent les deux nations en Europe ne tardent pas à traverser l'Atlantique et à « s'exporter » dans les colonies, conduisant à l'affrontement entre celles-ci. De plus, les Français comme les Anglais cherchent à s'approprier le monopole de la traite des fourrures, ce qui crée une âpre concurrence entre marchands anglais et français autour des Grands Lacs, de la Baie d'Hudson et le long de la vallée de l'Ohio. Cette concurrence ne tarde pas à se transformer en guerre ouverte. Avec la fondation de la Louisiane par les Français, les colons des Treize colonies se sentent encerclés par les possessions françaises.

### Traités et changements territoriaux
Par le traité d’Utrecht (1713), les Français perdent la baie d'Hudson au Canada, Terre-Neuve et l'Acadie à l'Angleterre. En 1754, le conflit débute pour la vallée de l'Ohio. L'année suivante, les Britanniques, sous les ordres du gouverneur du Massachusetts, William Shirley, commandant en chef des forces britanniques en Amérique du Nord, déportent les Acadiens de la Nouvelle-Écosse. Ils se retrouvent dispersés dans toute l’Amérique. Leurs maisons sont brûlées pour décourager tout retour. Cet épisode porte le nom de « Grand dérangement ».
En 1757, après trois années de victoires françaises et canadiennes, le premier ministre de l'Angleterre, William Pitt envoie 60 000 soldats britanniques pour le conflit en Amérique contre 6 000 du côté de la France. En 1758, la France perd Louisbourg, et en 1759, la ville forteresse de Québec. Ses conflits militaires entre la France et l'Angleterre conduisent en 1763 à la perte du Canada au profit de l'Angleterre, et celle de la Louisiane à l'Espagne. (voir l’article guerre de Sept Ans). La France perd le continent nord-américain, sauf Saint-Pierre-et-Miquelon). En 1803, sans l'approbation de l'Assemblée nationale, Napoléon vend aux États-Unis la Louisiane, c’est-à-dire en fait un immense territoire couvrant tout le bassin du Mississippi, et non pas uniquement l’État de Louisiane actuelle. La langue (français cadien) et les toponymes ont gardé le souvenir de cette présence française : La Nouvelle-Orléans et Saint-Louis…

## La situation à la veille de la guerre d’indépendance (fin duXVIIIesiècle)

### Des colonies hétérogènes

Les treize colonies.

- Les colonies anglaises se sont constituées progressivement tout au long du XVIIe siècle, selon plusieurs modalités :
  - certaines sont des entreprises commerciales, dirigées depuis Londres par un « siège d’actionnaires », comme de nombreuses sociétés. Les colons sont envoyés en Amérique pour enrichir l’entreprise commerciale. Toutefois, ce genre de compagnie commerciale n’a jamais eu une exceptionnelle rentabilité, et finalement elles passent sous le contrôle du roi d’Angleterre.
  - d’autres colonies sont des colonies de peuplement à des fins religieuses, autorisées par le roi.
- Des élites divergentes[21] :
  - Au nord, avec la réussite économique la théocratie puritaine se transforme. Une certaine homogénéisation du peuplement, des facteurs religieux communs et la réussite économique façonnent une mentalité particulière que l'historien Samuel Morisson perçoit comme les premiers « yankees ». Aussi conservateurs en morale et en religion que radicaux en affaires et en politique, les Yankees deviennent le stéréotype de l'américain du Nord-est.
  - Les élites du Sud sont surtout les gentlemen des plantations fascinés par le monde aristocratique. Aux îles comme en Amérique, la maison du planteur est le symbole à partir des années 1720 de la réussite sociale. Meubles anglais importés à grands frais, vêtements luxueux, majordomes témoignent de la volonté de paraître. Les familles envoient leurs enfants à Oxford ou Cambridge et pour les plus fortunés « le grand tour », c'est-à-dire la visite des hauts lieux culturel de l'Europe, s'impose.
- D’autre part, la géographie distingue les différentes colonies britanniques de la côte atlantique :
  - Au nord de la Nouvelle-Angleterre, des sols impropres à l’agriculture mais de belles forêts ; les activités principales sont le commerce (Boston), la pêche et la chasse à la baleine.
  - Au sud de la Nouvelle-Angleterre, l’activité commerciale est intense grâce à l’Hudson. L’agriculture est plus facile.
  - L’économie de la région de la Chesapeake repose sur la culture du tabac, du blé et du maïs, qui sont exportés en Europe.
  - Les colonies du Sud vivent de l’exploitation du bois, de la riziculture et de l’indigo : ce sont des colonies de plantation utilisant une main-d’œuvre servile venue d’Afrique.
- Sur le plan des institutions, les colonies sont surveillées par un gouverneur nommé par le roi ou par les propriétaires. Chacune possède deux chambres législatives, calquées sur le modèle anglais. C’est la droit anglais qui détermine la justice. Les lois doivent être contresignées par le roi d’Angleterre.
- Enfin les colonies américaines sont différentes sur le plan religieux.

## Les causes de la guerre d’Indépendance américaine

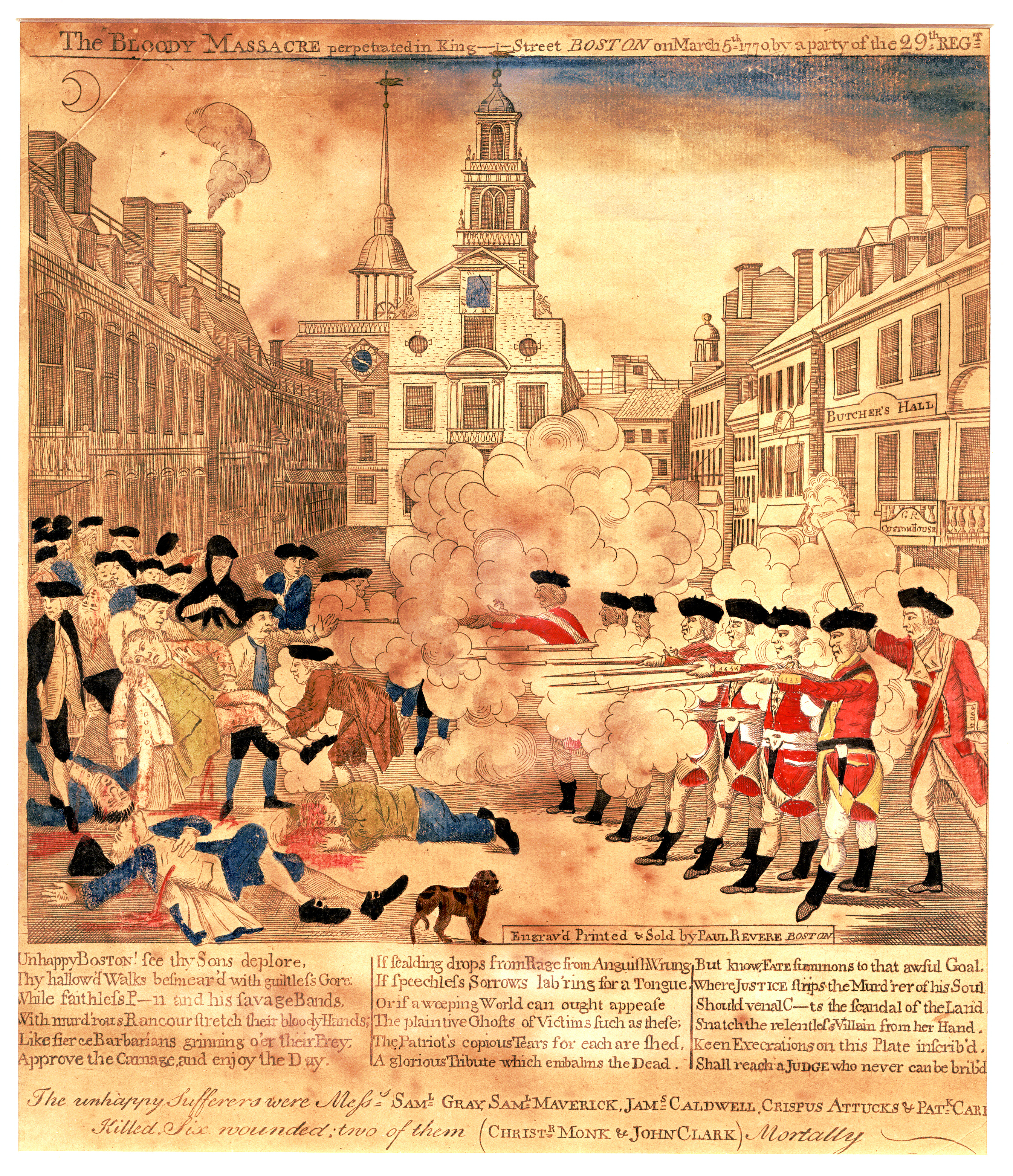
Massacre de Boston, 1770.

### Les guerres franco-britanniques (1689-1763)
Les rivalités coloniales sont exacerbées et chaque camp utilise l’appui indien (Algonquins et Hurons par les Français ; Iroquois par les Britanniques). Les colonies britanniques pensent même à une union, une collaboration militaire entre elles pour faire face à l’hostilité française. À partir de 1756, les tensions américaines s’inscrivent dans le contexte troublé des relations européennes. Les colonies françaises, britanniques et espagnoles s'affrontent violemment lors de la guerre de la Conquête, théâtre américain de la guerre de Sept Ans. Par le traité de Paris qui amène à la fin du conflit en 1763, la France cède l’ensemble de son empire colonial américain. Voulant ménager leurs alliés indiens, les Britanniques décident de fixer la limite occidentale de leurs colonies aux Appalaches. Tous les territoires à l’ouest sont déclarés indiens. L'Acte de Québec de 1774 étend cette province au nord de l’Ohio. Ces mesures mécontentent les colons américains qui sont obligés de posséder une autorisation spéciale de leur gouverneur pour s'aventurer à l'ouest des Appalaches et s'y établir.

### L’esprit des Lumières
Les idées des philosophes européens du XVIIIe siècle pénètrent en Amérique par les villes du pays, où se tiennent des salons de discussion et des clubs. L’un des relais de cet esprit des Lumières est Benjamin Franklin et il faut souligner le rôle de la presse américaine dans la diffusion des nouvelles idées.
En contrepartie, les succès des indépendantistes américains contre le pouvoir royal britannique dès 1776, a peu ou prou influencé les penseurs et hommes politiques européens jusqu'à la Révolution française en 1789.

### La Proclamation de 1763

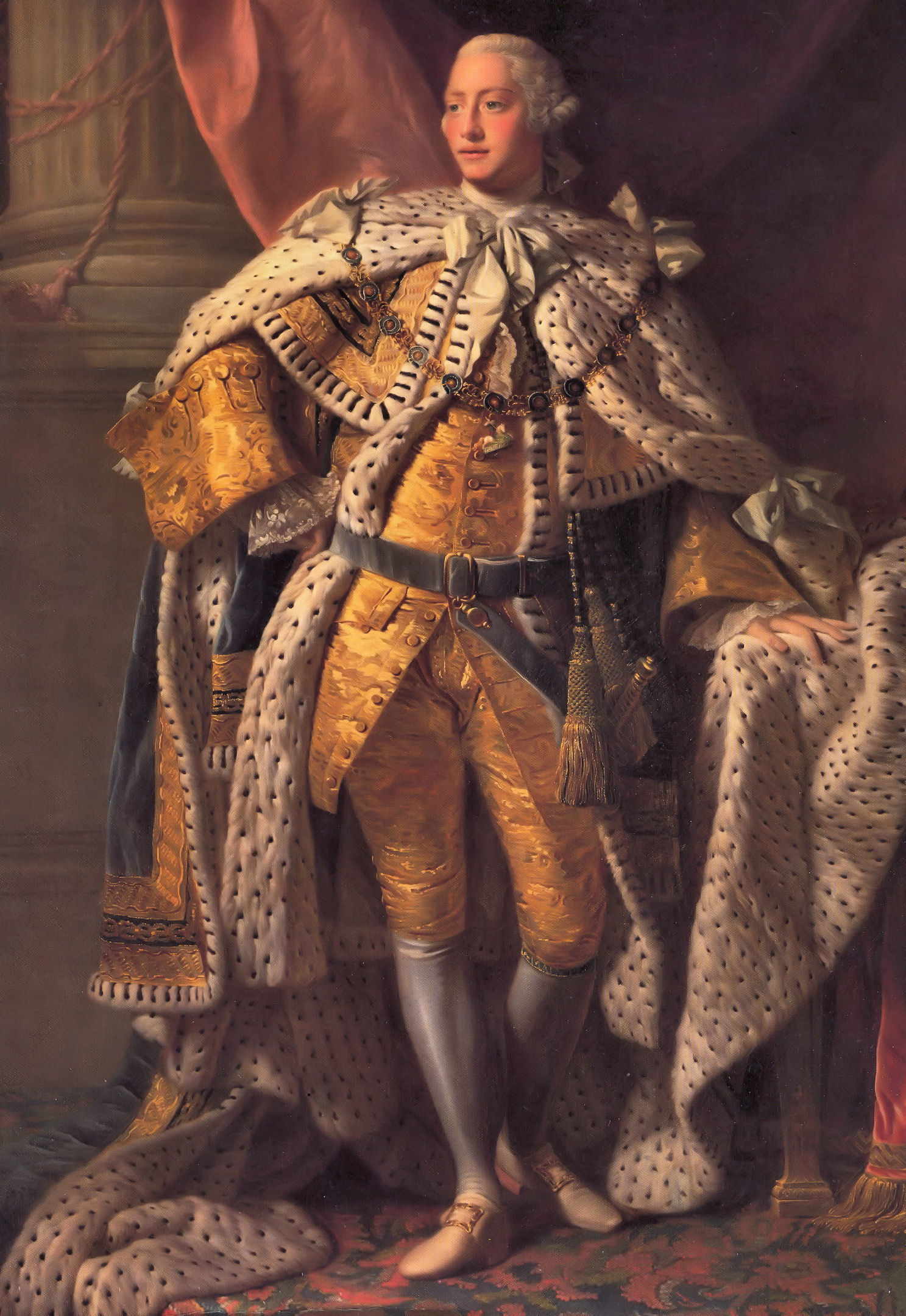
George III du Royaume-Uni.

La guerre de Sept Ans (1756-1763) qui opposa les puissances européennes, a vidé les caisses de la Couronne britannique. Alors que les Treize colonies étaient prospères sur le plan économique, l'Angleterre subissait une crise économique. Londres décida qu'une partie des frais de guerre serait supportée par les colons américains.
Après le traité de Paris, la Grande-Bretagne a acquis les colonies françaises d'Amérique du Nord. La Proclamation royale de 1763 avait pour objectif d'établir et d'organiser l’empire colonial britannique dans cette région du monde. Il était également question pour la Couronne de pacifier les relations avec les Amérindiens. La Proclamation avait pour but d'apaiser les craintes indiennes d’une arrivée massive de paysans blancs sur leurs terres. En effet, les Treize colonies étaient bien plus peuplées que la Nouvelle-France ; les migrants européens, arrivés en nombre important, réclamaient de nouvelles terres pour vivre. « La Frontière » attirait les migrants comme les Écossais suivis par les Allemands. L'épuisement des sols à l'est des Appalaches et la pression démographique accentuèrent la faim de terre des colons.
La Proclamation interdisait aux habitants des Treize colonies de s’installer et d’acheter des terres à l’ouest des Appalaches. La Couronne se réservait par ailleurs le monopole dans l’acquisition des terres indiennes et le roi garantissait la protection des peuples indiens,. Londres avait prévu la construction de forts britanniques le long de la limite de colonisation ; ce dispositif devait permettre le respect de la Proclamation mais aussi favoriser le commerce des fourrures avec les Indiens. Le gouvernement britannique estimait que ces avant-postes assuraient la défense des Treize colonies et que leur financement revenait donc aux colons.
La Proclamation royale de 1763 souleva le mécontentement des colons américains qui s’étaient déjà implantés dans ces territoires indiens. Ils devaient rendre la terre et revenir dans les Treize colonies. Ceux qui ne coopéraient pas étaient expulsés de force par les soldats, ce qui accrut la haine entre colons et autorités britanniques. Certains étaient persuadés que le roi souhaitait cantonner les colons américains sur la bande littorale afin de mieux les contrôler. Les colons refusaient de financer la construction et l’entretien des avant-postes royaux sur la ligne définie par la Proclamation. L'éviction des Français du Canada en 1763 assurait la sécurité des Treize colonies qui estimaient ne plus avoir besoin de la protection militaire britannique.

### Lois fiscales
(octobre 2008).
Si vous disposez d'ouvrages ou d'articles de référence ou si vous connaissez des sites web de qualité traitant du thème abordé ici, merci de compléter l'article en donnant les références utiles à sa vérifiabilité et en les liant à la section « Notes et références ».
À partir de 1764, le Parlement britannique, influencé par le ministre des finances George Grenville, décide d’imposer une série de taxes aux colons. Le Sugar Act (« loi sur le sucre », 1764) est la première de ces lois qui vont provoquer la colère des marchands américains. En 1765, le Parlement vote le Quartering Act (« loi sur le cantonnement ») qui prévoit la réquisition des logements et le gîte pour les soldats britanniques stationnés en Amérique du Nord. Puis Londres impose le Stamp Act (« loi sur le timbre », 1765), la plus impopulaire de toutes dans les colonies américaines. Elle requiert l’achat d’un timbre fiscal qui devait figurer sur les journaux, les livres, les documents officiels… Cette politique a pour objectif de financer l’entretien des troupes britanniques en Amérique du Nord. En réaction, les colons forment un congrès contre le « loi sur le timbre » (Stamp Act Congress) qui se réunit en octobre 1765. Cette assemblée envoie une pétition au roi et au Parlement britannique afin de réclamer la suppression de la loi. Les Américains estiment injuste de payer de nouvelles taxes à la Grande-Bretagne, alors qu’ils ne sont pas représentés au Parlement de Londres. Ils revendiquent ainsi leur participation à la vie politique britannique et se rangent derrière le slogan « Pas de taxe sans représentation » (No taxation without representation). Pour faire pression sur la métropole, les marchands organisent le boycott des produits britanniques. Des émeutes éclatent à New York à proximité des bureaux de vente des timbres fiscaux. À Boston, un club de propagande secret appelé les fils de la liberté (Sons of Liberty) dirigés par Samuel Adams, détruit la maison du gouverneur Thomas Hutchinson. Le Parlement britannique finit par reculer en abrogeant le Stamp Act mais vote le Declaratory Act qui réaffirme le droit de la Grande-Bretagne à lever des taxes en Amérique, sans que les colons soient représentés à Londres. En 1767 sont votés les Townshend Acts qui appliquent des taxes sur les marchandises importées par les 13 colonies. Elles portent sur le thé, le verre, la peinture, le plomb et même le papier. Les Américains menacent à nouveau de boycotter les produits britanniques : le Parlement annule les taxes sauf sur le thé mais refuse toujours de reconnaître une représentation politique des Américains. En 1773, le Parlement passe le Tea Act (« loi sur le thé ») qui exempte la Compagnie des Indes orientales de toute taxe sur thé provenant d’Inde. La compagnie de commerce britannique dispose donc d’un privilège qui semble insupportable aux colons. Un groupe déguisé en Indiens s’en prend alors à la cargaison d’un navire britannique en décembre 1773 : la partie de thé de Boston (Boston Tea Party) est l’un des épisodes les plus célèbres de la rébellion américaine.

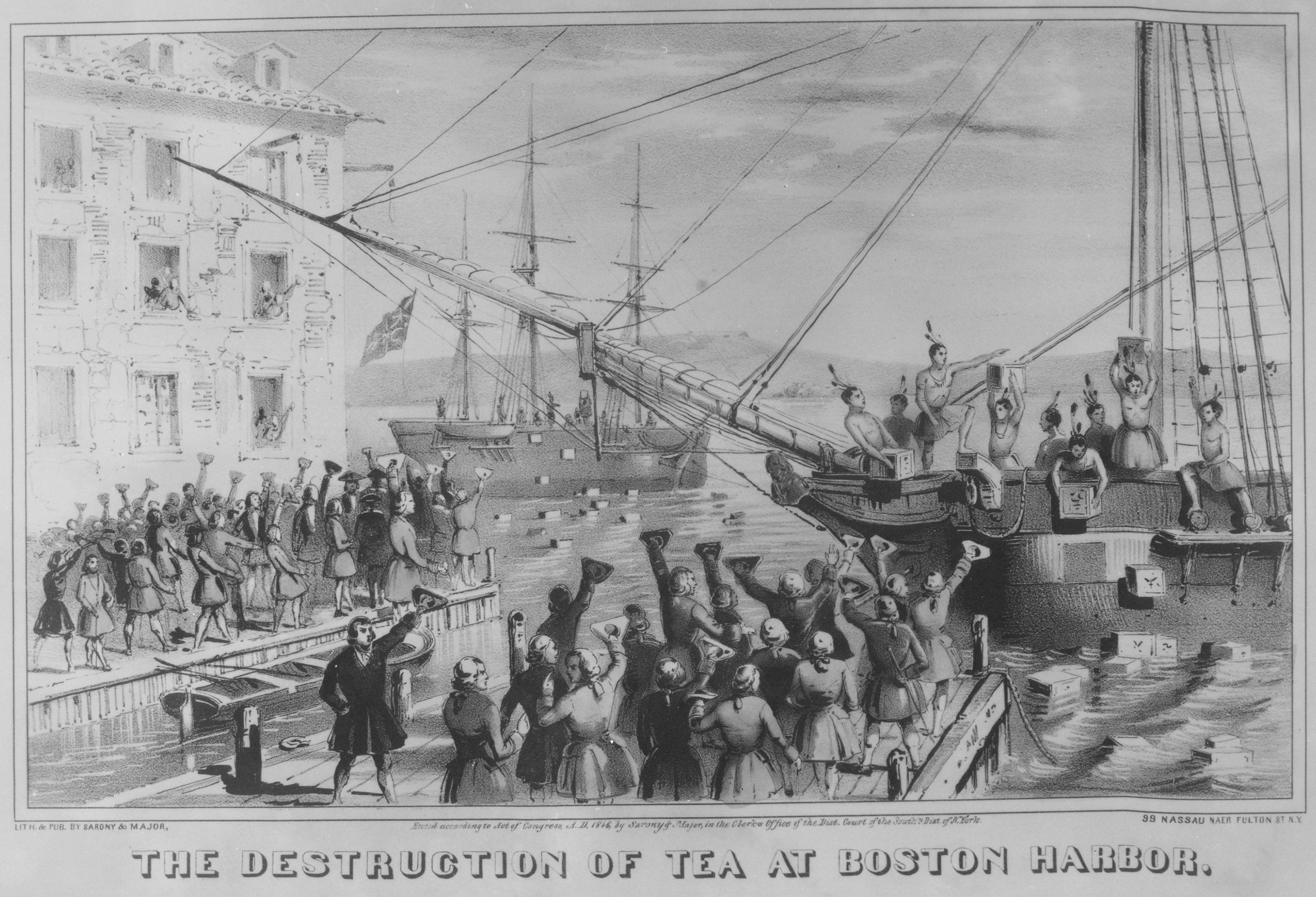
La Partie de thé de Boston (1773).

La réaction du Parlement ne se fait pas attendre : il passe les Coercive Acts (« Lois coercitives »)que les colons rebaptisent « lois intolérables » (Intolerable Acts). Le pouvoir de la législature du Massachusetts est réduit et le port de Boston est autoritairement fermé. Les lois sur le cantonnement sont élargies aux habitations privées. Les officiers britanniques sont jugés par un jury britannique et non colonial.
La population d’Amérique n’accepte pas les restrictions imposées au commerce. Les colons se sentent alors victimes du despotisme britannique : en 1770, cinq colons sont tués par les Britanniques après des émeutes. À partir de 1773, ils se révoltent et proclament leur indépendance le 4 juillet 1776.

### La guerre d'Indépendance
À partir de cette date du 4 juillet 1776, les colons, qu'on nomma les insurgents, entrèrent en guerre ouverte avec leur métropole de Londres. Entre 1776 et 1778, la guerre fut plutôt défavorable aux Treize colonies désormais indépendantes sous le nom États-Unis. L'armée des insurgents, commandée par George Washington, reçut d'abord le soutien matériel et logistique de la France de Louis XVI qui voulait prendre sa revanche sur la Grande-Bretagne. À partir de 1778, la France entra en guerre au côté des insurgents, envoyant une importante escadre et de nombreuses troupes sous les ordres de l'amiral d'Estaing et de Rochambaux. Grâce à ce soutien important bientôt suivi par celui de l'Espagne et de la Hollande entrés eux aussi en guerre contre l'Angleterre, les colons purent faire capituler les troupes britanniques à la bataille de Yorktown et remporter ainsi la victoire en 1783. Par le traité de Paris, la Grande-Bretagne reconnaissait officiellement ses anciennes colonies comme des états indépendants.

## Le souffle indépendantiste des colonies espagnoles et portugaises
Les Treize colonies britanniques ne sont pas les seules à devenir indépendantes. Elles sont bientôt suivies au début du XIXe siècle par les colonies espagnoles et portugaises au Mexique, en Amérique du Sud et en Amérique centrale.
Le début du XIXe siècle voit en effet l'Espagne et le Portugal plonger dans une grave crise : ces deux pays sont envahis puis occupés par les armées napoléoniennes, situation dont profitent les colons créoles de leurs colonies pour afficher puis gagner leur indépendance vis-à-vis de leur métropole. Les colons mexicains se soulèvent à partir de 1811 contre l'Espagne et la guerre d'indépendance du Mexique se termine par la victoire des insurgés. Outre son indépendance, le nouvel État du Mexique acquiert les possessions coloniales espagnoles du sud-ouest américain actuel (Nouveau-Mexique) et la Californie, deux provinces coloniales faiblement peuplées qu'il perdra au profit des Américains en 1848. Le Texas tombe également entre les mains du Mexique et se déclarera indépendant de celui-ci en 1836 avant de devenir un État des États-Unis en 1845.
Les colonies espagnoles d'Amérique du Sud et d'Amérique centrale (Yucatán) se rebellent également contre les autorités coloniales et tentent de s'unir politiquement sous l'égide de Simón Bolívar, ce qui est néanmoins un échec. Cependant, l'Espagne n'arrive pas à garder son empire colonial d'Amérique du Sud qui se morcelle en États indépendants après 1825 et après de longues et coûteuses guerres d'indépendance. La doctrine Monroe établie en 1823 termine d'assurer l'indépendance des anciennes colonies espagnoles et le rejet de celle-ci d'Amérique.
Au Brésil, l'indépendance se fait moins violemment. La cour portugaise et le roi du Portugal s'étaient en effet réfugiés à Rio de Janeiro devant l'avancée des troupes napoléoniennes. En 1821, au moment de retourner en Europe, le roi du Portugal laissa son fils s'autoproclamer empereur du Brésil indépendant sous le nom de Pierre Ier.

## Conclusion: répercussions locales et mondiales de la colonisation en Amérique du Nord

### Navigation

#### Navigation et géopolitique
La colonisation de l’Amérique du Nord s'est d’abord effectuée en venant de la mer. Ces traversées qui duraient souvent plusieurs mois, étaient pénibles et risquées : les tempêtes étaient inévitables, les conditions d'hygiène déplorables, les naufrages fréquents…
Après un premier établissement sur les côtes, la pénétration dans le continent se faisait par les cours d’eau. Pas étonnant que la géopolitique ait « suivi » : à côté des nombreux établissements urbains et portuaires, les capitales de ce qui allait devenir des états côtiers se trouvent presque toutes — tous empires colonisateurs et océans confondus — à l’intérieur des terres, à peu près systématiquement au terme de la navigation sur les cours d’eau. Cette limite était marquée soit par les marées, soit les premiers hauts-fonds ou rapides et, pour Québec, des considérations de logistique maritime.
C’est entre autres ce qui explique que New-York ne soit pas devenu la capitale de l’État du même nom.
|                  | Cours d’eau (& baie)     | État              | Capitale              | Remarques (Wikipédia) | Remarques (Wikipédia) |
| Océan atlantique | Saint-Jean               | Nouveau-Brunswick | Fredericton           | Before the advent of railways, the river was an important trade route, including timber rafting. » | Before the advent of railways, the river was an important trade route, including timber rafting. » |
| Océan atlantique | Kennebec                 | Maine             | Augusta               | « Avant les aménagements hydroélectriques, la Kennebec était navigable jusqu’à Augusta. » | « Avant les aménagements hydroélectriques, la Kennebec était navigable jusqu’à Augusta. » |
| Océan atlantique | (Merrimack)              | New-Hampshire     | Concord               | (par le canal Middlesex) | (par le canal Middlesex) |
| Océan atlantique | Connecticut              | Connecticut       | Hartford              | « … la rivière Chicopee à l'est et la rivière Westfield à l'ouest, et juste au nord des chutes Enfield, la première cascade non navigable de la rivière. »                                                           | « … la rivière Chicopee à l'est et la rivière Westfield à l'ouest, et juste au nord des chutes Enfield, la première cascade non navigable de la rivière. »                                                           |
| Océan atlantique | Hudson                   | New-York          | Albany                | | |
| Océan atlantique | Delaware                 | New-Jersey        | Trenton               | Aboutissement du canal latéral et du Delaware and Raritan canal faisant la jonction avec New-York | Aboutissement du canal latéral et du Delaware and Raritan canal faisant la jonction avec New-York |
| Océan atlantique | Severn (Chesapeake)      | Maryland          | Annapolis             | | |
| Océan atlantique | Potomac                  | États-Unis        | Washington            | « La ville de Washington […] n’est pas côtière mais la côte est très proche de la ville, située à 50 km de la baie de Chesapeake et à 150 km de l'océan Atlantique. »                                                | « La ville de Washington […] n’est pas côtière mais la côte est très proche de la ville, située à 50 km de la baie de Chesapeake et à 150 km de l'océan Atlantique. »                                                |
| Océan atlantique | James                    | Virginie          | Richmond              | « Comme beaucoup d'autres villes sur la côte est des États-Unis, le site de Richmond a été déterminé par l'embouchure, comme barrière naturelle. Cela empêchait les bateaux de remonter plus loin dans les terres. » | « Comme beaucoup d'autres villes sur la côte est des États-Unis, le site de Richmond a été déterminé par l'embouchure, comme barrière naturelle. Cela empêchait les bateaux de remonter plus loin dans les terres. » |
| Océan atlantique | Neuse (Pamlico)          | Caroline du nord  | Raleigh               | | |
| Océan atlantique | Congaree / Santee        | Caroline du sud   | Columbia              | | |
| Golfe du Mexique | Alabama                  | Alabama           | Montgomery (Wetumpka) | Montgomery (Wetumpka) | Montgomery (Wetumpka) |
| Golfe du Mexique | Pearl River (Lac Borgne) | Mississippi       | Jackson               | Jackson | |
| Golfe du Mexique | Mississippi              | Louisiane         | Bâton-Rouge           | Bâton-Rouge | |
| Pacifique        | Sacramento               | Californie        | Sacramento            | Sacramento | « Le fleuve est navigable sur la moitié de son cours et notamment jusqu’à la capitale de l’État, Sacramento. » |
| Pacifique        | Bud Inlet (Puget Sound)  | Washington        | Olympia               | Olympia | |

Cas particulier révélateur : lors de la création de Washington, « Pierre (Peter) Charles L’Enfant, concevant un plan directeur pour le développement de la capitale, a prévu la construction d'un canal entre le bras oriental et le ruisseau Tiber […] en 1796, mais ces efforts ont échoué. » Un plan de « Washington en embryon » montre en superposition l’état des lieux initial avec les tracés dressés par son créateur L’Enfant avec un petit bassin juste devant le futur Capitole (à l’emplacement de l’Ovale actuel). Ce qui est aujourd’hui le Lincoln memorial reflecting pool est parallèle au canal qui reliait le Potomac à sa branche est. Une maison d’éclusier témoigne encore du rôle de bassin à flot joué pour l’érection de ce qui allait devenir plus tard le canal de la ville de Washington (en).

#### Développement du maritimo-fluvial
Dès la période coloniale, la contrebande à bord de vaisseaux « illégalement » construits ou acquis dans les colonies, a favorisé une navigation mixte, de type maritimo-fluviale sur nombre des cours d’eau ci-dessus, navigation qui trouvera ultérieurement son essor, puis son apogée avec des embarcations locales plus modestes à voile ou à rames (et même en flottage) de naviguant de conserve avec la vapeur, de plus en plus construite en acier pour le long cours.

#### Âge des canaux
Aux États-Unis, l’âge des canaux (en) — qui a suivi de peu l’indépendance et la canal mania au Royaume-Uni —, prendra le relais de la colonisation par voie d’eau maritime et fluviale pour la seconde vague de pénétration dans le continent. Si la plupart des inlets de la Nouvelle-Angleterre y ont échappé à cause des rapides et chutes trop importantes des montagnes Blanches et Vertes, à partir de New York, les cours d’eau ci-dessus et d’innombrables autres ont été plus ou moins canalisés. Pour n’en signaler que quelques autres de la côte atlantique : Hudson et Mohawk (le parangon des réalisations de la canal mania), Raritan, Schuykill, Susquehanna, Potomac, Cape Fear, Saint Johns et Ocklawaha où « des bateaux à roues à aubes font le voyage depuis l'embouchure de la rivière à Jacksonville jusqu'à Silver Springs ».
La colonisation d’abord maritime, puis maritimo-fluviale, enfin fluviale consacra les États-Unis non seulement comme puissance maritime, mais également fluviale (y compris le Mississippi, territoire espagnol acquis plus ou moins légalement par le truchement de Napoléon).

#### Réciproque
En Amérique du Nord, les régions arctiques étaient exclusivement accessibles par voie d'eau. Aujourd'hui encore, le gros du ravitaillement s'effectue, la plupart du temps une seule fois par an, par bateau. Le reste du continent étant « colonisé » (en dehors des de ses déserts et chaînes de haute montagne), ailleurs dans le monde, un accès exclusivement par voie d'eau demeure l'une des caractéristiques des terres et forêts encore vierges ou primaires, totalement ou partiellement.
En Amérique latine, c'est le cas des grands fleuves (Amazone, Orénoque…) et, plus particulièrement du Rio Paraguay sur lequel l'Aquidaban, « - le marché flottant - », assure la communication sur 2 695 km des populations éparses installées sur ses bords. La triple frontière entre Brésil, Paraguay et Bolivie fait en sorte qu'« on est partout à la fois sans être vraiment quelque part » et que les villes - celles du Chaco, notamment -, « demeurent extrêmement dépendantes du transport fluvial ».
C'est aussi le cas en Afrique, où, comme en Amérique du Nord, les fleuves sont souvent obstrués par d'imposantes cataractes : Congo, Casamance, Uélé, etc.

### Occupation du territoire

#### Terrestre
En Nouvelle-France, les débuts furent marqués par un attrait… des rares villes (Québec, Trois-Rivières, Montréal…) « Afin de forcer les habitants à s'adonner à la culture, […] en 1749, une ordonnance sévère vint frapper les transfuges de la terre […] Il leur fut interdit de venir s'établir en ville sous peine de confiscation de leurs meubles et de cinquante livres d'amende ».
La concession des seigneuries de la nouvelle colonie est entièrement tributaire du Saint-Laurent le long duquel elles s'allongent perpendiculairement les unes après les autres.
Suivant le même modèle, l’établissement des colons le long des rangs opère la combinaison de la pénétration par voie d’eau et de l’occupation du territoire : « un des symboles les plus marquants du paysage québécois d'aujourd'hui et du développement de la civilisation française en Amérique, le régime seigneurial, de par ses terres rectangulaires et de par ses rangs alignés le long des cours d'eau, peut encore être remarqué du haut des airs dans les campagnes québécoises, dans la vallée du Saint-Laurent ».

#### Maritimo-terrestre
Également bien visible des airs (mais de moins haut), les aboiteaux des Acadiens témoignent d’une occupation de territoire dans le domaine maritime. Leur localisation à l’extérieur des terrains de chasse forestiers explique l’aisance avec laquelle les Acadiens ont cohabité avec les premiers occupants (dont ils ne concurrençaient que peu la ressource faunique); la fertilité exceptionnelle de ce mode d’aménagement justifie en partie l’acharnement des couronnes françaises et britanniques à s’approprier leur territoire; leur organisation nécessairement en corvée (« la moindre brèche gâte « toute la pré » »), explique leur détermination collective à faire front contre les souverains qui se disputaient leur bien à l’instar des caprices de la nature ; libérés du servage, leur conception communautaire s’approche un tant soit peu de celle des sectes dont la profusion est une autre caractéristique des libertés sociales, religieuses et individuelles qui caractérisent aujourd’hui encore bonne part des États-Unis.

### Organisation sociale

#### Régime civil
En Nouvelle-France, « le régime féodal est devenu le système seigneurial », ce qui représentait une véritable révolution sociale dans la mesure où, au Canada, l'individu n'est plus assujetti au Seigneur, mais « l'homme-lige de personne ». Parmi d'autres dispositions, alors que, « en France, la terre porte ordinairement avec elle ses titres de noblesse; au Canada, pour être seigneur, on n'est même pas gentilhomme, et l'on peut être gentilhomme sans posséder de seigneurie ».
Le régime ayant été maintenu après le traité de Paris, certains seigneurs étaient anglophones et protestants, d'où cimetières et temples de ces allégeances, comme à Saint-David-d'Yamaska, où le seigneur Würtele avait fait don, dès 1833, du terrain nécessaire aux paroissiens francophones et catholiques pour l'érection de leur lieu du culte.
Ce régime est aboli en 1935, les rentes en 1940 par le truchement du Syndicat national du rachat des rentes seigneuriales dont les prérogatives s'achevèrent avec la municipalisation desdites rentes en 1970.

#### Accès à la propriété individuelle
Même si le régime seigneurial l'oblige à certaines redevances, « le censitaire canadien […] n'occupe pas une terre à titre temporaire : il en est le propriétaire, avec droit de possession perpétuelle. […] Même s'il ne paye pas ses dettes au seigneur, celui-ci ne peut annuler la concession, tout au plus peut-il en saisir les fruits pendants ».
En effet, l'acte de cession est notarié : « l'entendue varie entre quatre et dix arpents de front, et dix et quatre-vingts de profondeur, […] disposition naturelle au pays ».

#### Aisance relative
Même si « on peut supposer que l'autorité avait pour but d'induire le colon à n'acquérir que la quantité de terre qu'il pouvait exploiter » (id.), les débuts sont difficiles dans un pays qui n'est « qu'une vaste forêt » contre laquelle il faut mener une rude bataille du défrichement. Elle les forçait à mener une « vie de forçats » durant deux ans. Mais après cinq ou six, grâce à d'excellents récoltes sur des terres de qualité, la famille peut rêver à une aisance inconnue en Europe.

#### Homogénéité, puis fractionnement linguistiques
Diverses sources, dont les Relations des Jésuites, soulignent la qualité de la langue parlée non seulement par la petite élite coloniale, les conséquences d'une véritable uniformisation langagière : les patois et régionalismes très marqués du reste du royaume ayant été rabotés, non seulement tous les habitants pouvaient tous échanger entre eux sans problème, mais, une fois effectuée l'adaptation initiale, les « étrangers » étaient en mesure de comprendre tout le monde aisément. Dès 1664, la Nouvelle-France a été linguistiquement unifiée plusieurs siècles avant la mère-patrie où il a fallu attendre les vigoureux progrès centralisateurs de la scolarisation obligatoire pour venir à bout non seulement des patois, mais aussi de plusieurs langues parlées sur l'Hexagone.
L'uniformisation linguistique locale a ultérieurement été suivie, dans toutes les Amériques, par des fractionnements plus ou moins importants qui distinguent peu ou prou les langues qui y sont parlées de celles en usage en Europe : un Français débarquant au Québec ou en Acadie est immédiatement repéré pour son accent et certaines de ses locutions; idem pour un British aux États-Unis ou un Castillan au Mexique...

#### Autres domaines
Libertés individuelles, religieuses, sociales, entrepreneuriales, voire politiques… d’innombrables domaines pointent sur des acquis plus ou moins importants consécutifs à la colonisation de l’Amérique du Nord.
S’il est généralement convenu que c’est la révolution française qui marque les débuts de l’ère moderne, elle a été précédée par celle menant à l’indépendance des États-Unis (1776–1783) et même la mutinerie des Acadiens contre leurs souverains successifs. Le premier traité de Paris (1763) recèle nombre de dispositions d’une grande tolérance (libertés de langue, de religion, de régime juridique…) qui « auraient dû » être la marque des temps nouveaux par ailleurs pompeusement appelés « Siècle des Lumières ».